# Longwy
Pour les articles homonymes, voir Longwy (homonymie).
Ne doit pas être confondu avec Longwé.
Longwy (/lɔ̃wi/ le g est muet) est une ville lorraine du Nord-Est de la France, du département de Meurthe-et-Moselle et de la région Grand Est, chef-lieu du canton du même nom. Elle est arrosée par la Chiers, un affluent de la Meuse.
C'est l'une des principales villes de Meurthe-et-Moselle. Ses habitants, appelés Longoviciens, sont au nombre de 15 492 en 2022. L'agglomération de Longwy regroupe 11 communes de Meurthe-et-Moselle, avec 50 488 habitants en cette même année et l'aire d'attraction de Longwy en compte 49 942 répartis sur 23 communes. Située non loin des trois frontières entre la Belgique, la France et le Grand-Duché de Luxembourg, la ville fait également partie de l'Agglomération transfrontalière du pôle européen de développement qui regroupe une population de 148 301 habitants et dont elle est la principale cité.
Jadis grand pôle sidérurgique, la ville a vu l’ensemble de ses usines disparaître dans les années 1980, et est depuis principalement connue pour être une ville fortifiée par Vauban dont elle est membre du réseau de sites majeurs et classée au Patrimoine mondial de l'UNESCO pour la « ville neuve », quartier fortifié sur les hauteurs de la ville.
La ville est également une importante cité-dortoir pour les travailleurs frontaliers du Luxembourg (80 % de la population active hors fonction publique), la deuxième en importance après Thionville. Cette particularité vaut au Pays-Haut de connaître une forte expansion démographique ces dernières années.
La ville est célèbre pour ses productions de faïences d'art (les émaux de Longwy) et de terres de pipe glaçurées telle la soupière de la Légion d'honneur (c. 1810).

## Géographie

### Description
La ville est située dans le Nord du département de Meurthe-et-Moselle, dans le Pays-Haut et jouxte le tripoint des frontières avec la Belgique et le Grand-Duché de Luxembourg.
La commune a une superficie de 534 hectares.

### Communes limitrophes
Les communes limitrophes sont Cosnes-et-Romain, Herserange, Lexy, Longlaville, Mexy, Mont-Saint-Martin et Réhon.
|                  | Mont-Saint-Martin | Longlaville |
| Cosnes-et-Romain | Longwy            | Herserange  |
| Lexy             | Réhon             | Mexy        |

### Hydrographie

#### Réseau hydrographique
La commune est dans le bassin versant de la Meuse au sein du bassin Rhin-Meuse. Elle est drainée par la Chiers et le ruisseau la Moulaine,.
La Chiers, d'une longueur de 127 km, prend sa source au Luxembourg, passe par la Belgique (Athus) et se jette  dans la Meuse à Remilly-Aillicourt, après avoir traversé 46 communes. Les caractéristiques hydrologiques de la Chiers sont données par la station hydrologique située sur la commune. Le débit moyen mensuel est de 3,21 m3/s. Le débit moyen journalier maximum est de 64,2 m3/s, atteint lors de la crue du 23 janvier 1995. Le débit instantané maximal est quant à lui de 100 m3/s, atteint le même jour.
La Moulaine, d'une longueur de 12 km, prend sa source dans la commune de Tiercelet et se jette  dans la Chiers sur la commune, après avoir traversé six communes.

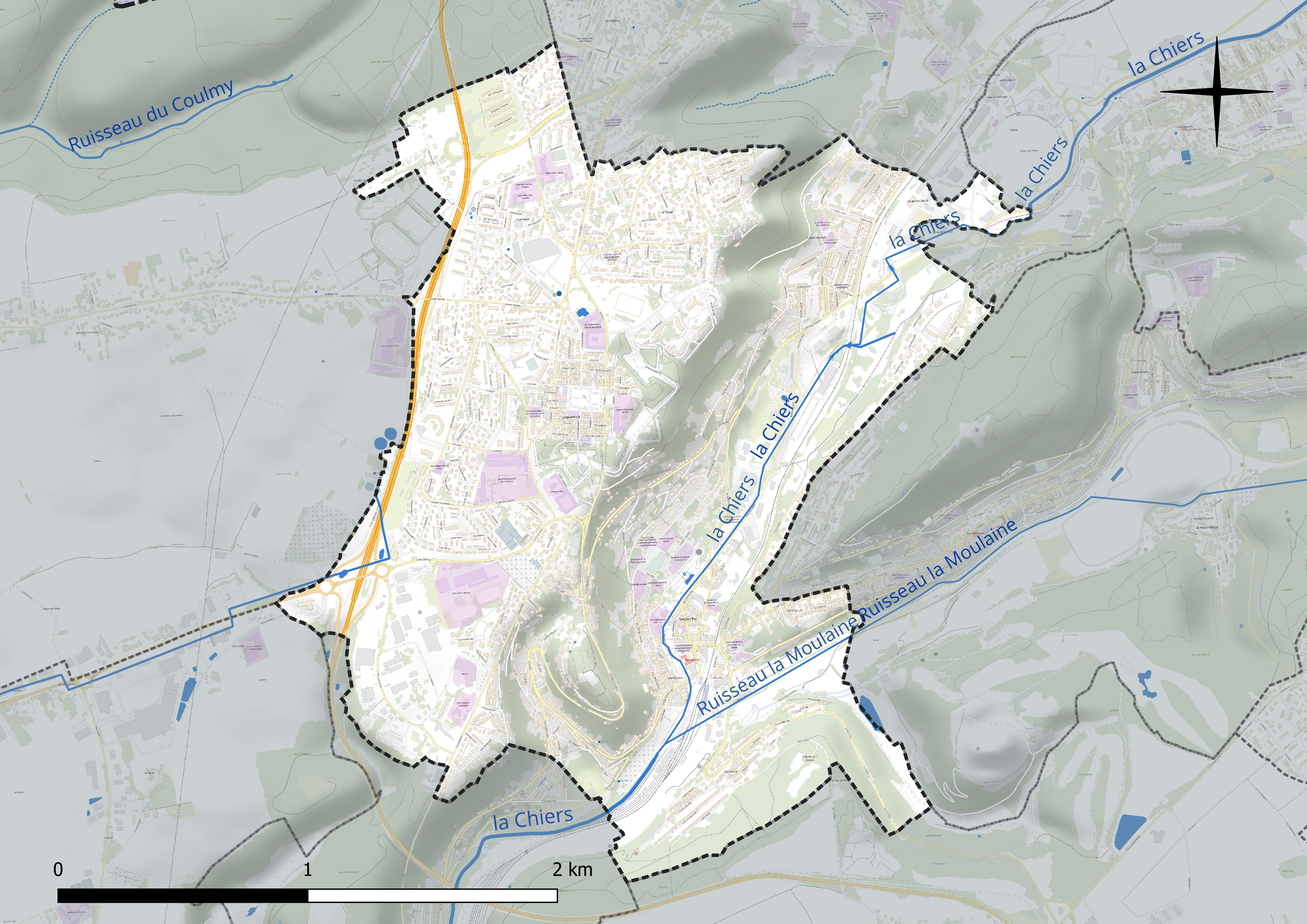
Réseau hydrographique de Longwy.

#### Gestion et qualité des eaux
Le territoire communal est couvert par le schéma d'aménagement et de gestion des eaux (SAGE) « Bassin ferrifère ». Ce document de planification concerne le périmètre des anciennes galeries des mines de fer, des aquifères et des bassins versants hydrographiques associés qui s’étend sur 2 418 km2. Les bassins versants concernés sont celui de la Chiers en amont de la confluence avec l'Othain, et ses affluents (la Crusnes, la Pienne, l'Othain), celui de l'Orne et ses affluents et celui de la Fensch, le Veymerange, la Kiesel et les parties françaises du bassin versant de l'Alzette et de ses affluents (Kaylbach, ruisseau de Volmerange). Il a été approuvé le 27 mars 2015. La structure porteuse de l'élaboration et de la mise en œuvre est la région Grand Est.
La qualité des cours d’eau peut être consultée sur un site dédié géré par les agences de l’eau et l’Agence française pour la biodiversité.

### Climat
Pour des articles plus généraux, voir Climat du Grand Est et Climat de Meurthe-et-Moselle.
En 2010, le climat de la commune est de type climat de montagne, selon une étude du Centre national de la recherche scientifique s'appuyant sur une série de données couvrant la période 1971-2000. En 2020, Météo-France publie une typologie des climats de la France métropolitaine dans laquelle la commune est exposée à un climat semi-continental et est dans la région climatique Lorraine, plateau de Langres, Morvan, caractérisée par un hiver rude (1,5 °C), des vents modérés et des brouillards fréquents en automne et hiver.
Pour la période 1971-2000, la température annuelle moyenne est de 9,3 °C, avec une amplitude thermique annuelle de 16,1 °C. Le cumul annuel moyen de précipitations est de 934 mm, avec 14,1 jours de précipitations en janvier et 9,9 jours en juillet. Pour la période 1991-2020, la température moyenne annuelle observée sur la station météorologique de Météo-France la plus proche, « Villette », sur la commune de Villette à 16 km à vol d'oiseau, est de 10,1 °C et le cumul annuel moyen de précipitations est de 909,4 mm. 
La température maximale relevée sur cette station est de 39 °C, atteinte le 25 juillet 2019 ; la température minimale est de −14,8 °C, atteinte le 20 décembre 2009,,.
Les paramètres climatiques de la commune ont été estimés pour le milieu du siècle (2041-2070) selon différents scénarios d'émission de gaz à effet de serre à partir des nouvelles projections climatiques de référence DRIAS-2020. Ils sont consultables sur un site dédié publié par Météo-France en novembre 2022.

### Géologie et relief
La commune est installée sur une des nombreuses cuestas qui forment la Lorraine et est bordée par la Chiers.
Longwy a une altitude minimale de 250 m et une maximale de 396 m, son altitude moyenne est de 323 m tandis que celle de sa mairie est de 300 m.
La formation géologique des marnes de Longwy tire son nom de la ville.
La cuesta de la Chiers orientée ouest-est : partant de l'Othain aux alentours de Marville vers Longwy, qui est bordée par la Chiers.

## Urbanisme
Ville industrielle, Longwy se développa rapidement en même temps que les industries de Lorraine. La Société des aciéries de Longwy fut fondée en 1880 par MM. Jean-Joseph Labbé, baron Oscar d’Adelswärd, comte Fernand de Saintignon (maître de forges de la Société des Hauts-Fourneaux de Longwy et La Sauvage), Gustave Raty, d’Huart Frères, Robert de Wendel.

### Typologie
Au 1er janvier 2024, Longwy est catégorisée centre urbain intermédiaire, selon la nouvelle grille communale de densité à sept niveaux définie par l'Insee en 2022.
Elle appartient à l'unité urbaine de Longwy (partie française), une agglomération internationale regroupant onze  communes, dont elle est ville-centre,,. Par ailleurs la commune fait partie de l'aire d'attraction de Longwy, dont elle est la commune-centre,. Cette aire, qui regroupe 23 communes, est catégorisée dans les aires de moins de 50 000 habitants,.

### Occupation des sols

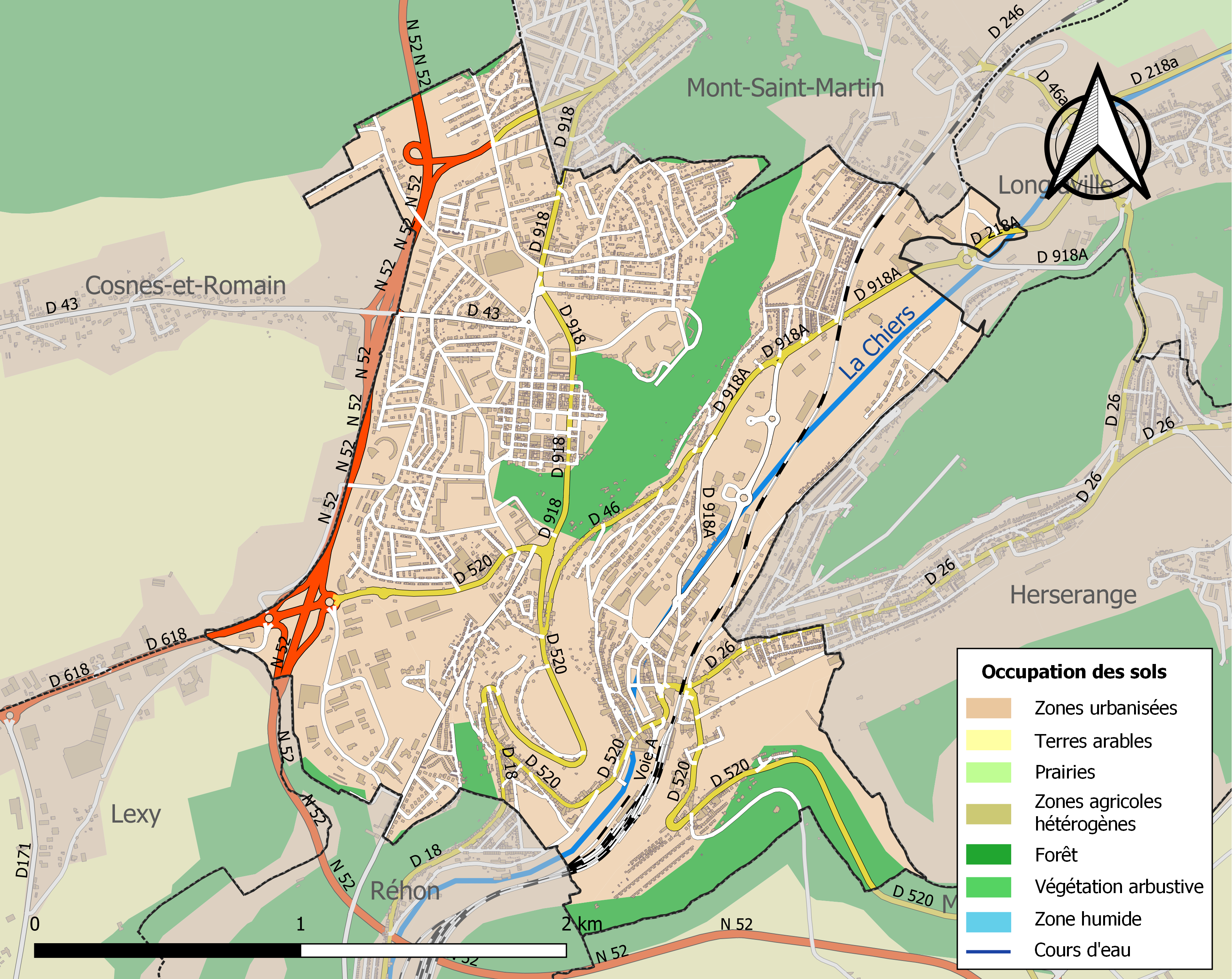
Carte des infrastructures et de l'occupation des sols de la commune en 2018 (CLC).

L'occupation des sols de la commune, telle qu'elle ressort de la base de données européenne d’occupation biophysique des sols Corine Land Cover (CLC), est marquée par l'importance des territoires artificialisés (85,2 % en 2018), en augmentation par rapport à 1990 (75 %). La répartition détaillée en 2018 est la suivante : zones urbanisées (61,2 %), zones industrielles ou commerciales et réseaux de communication (19,3 %), forêts (14,8 %), espaces verts artificialisés, non agricoles (4,7 %). L'évolution de l’occupation des sols de la commune et de ses infrastructures peut être observée sur les différentes représentations cartographiques du territoire : la carte de Cassini (XVIIIe siècle), la carte d'état-major (1820-1866) et les cartes ou photos aériennes de l'IGN pour la période actuelle (1950 à aujourd'hui).

### Morphologie urbaine

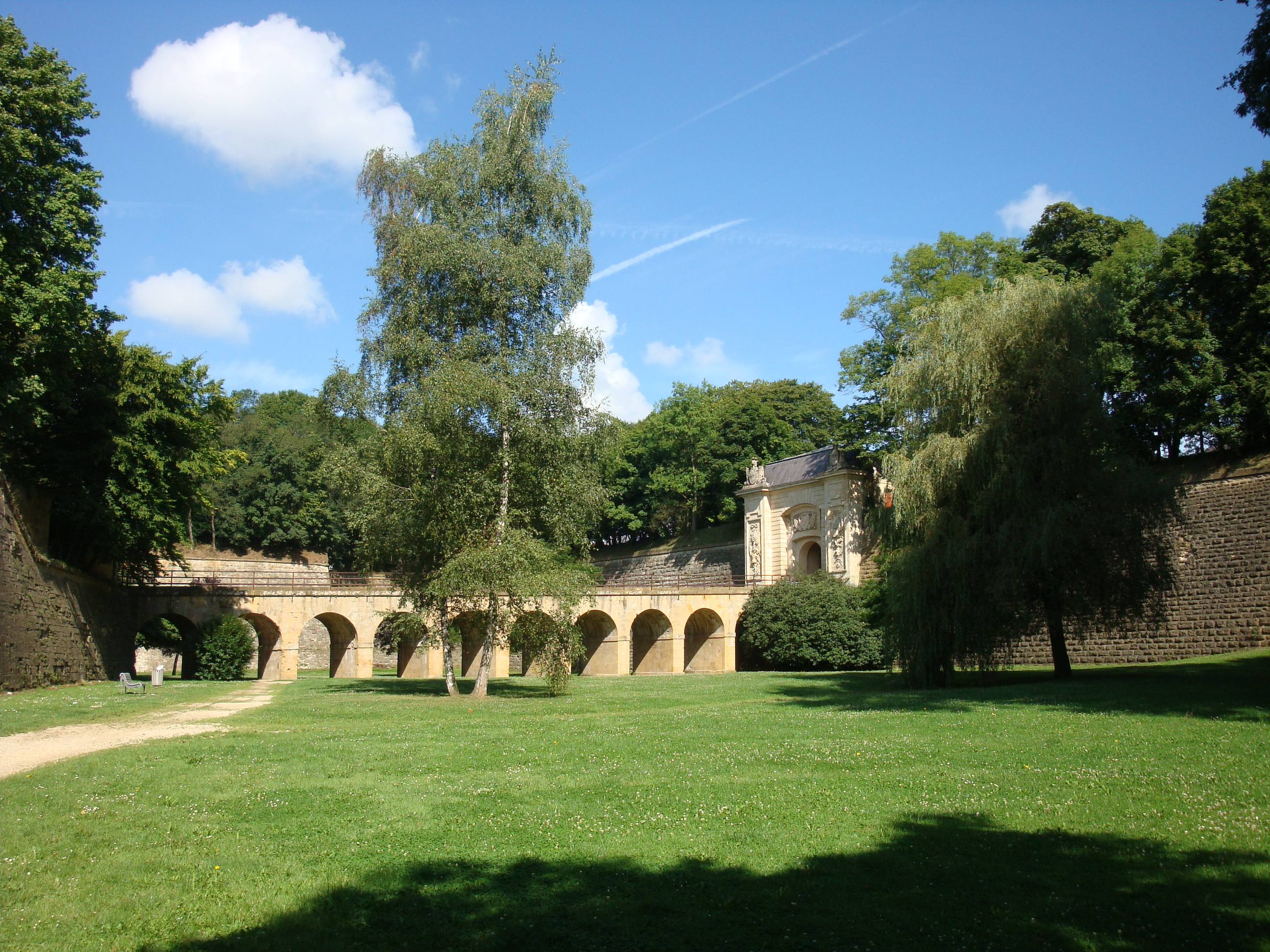
Porte de France.

La ville est divisée en trois sections :
- Longwy-Haut : ancienne ville fortifiée, qui a été retenue en mars 2006 par le « réseau des sites majeurs de Vauban » pour faire partie de sa candidature à l’inscription au patrimoine mondial de l’UNESCO, classement définitivement acquis en 2008[17]. Les hauts remparts qui depuis le XVIIe siècle protégeaient le quartier historique selon un plan en forme d’étoile ne ceinturent plus aujourd’hui entièrement le centre de la ville haute, plusieurs portions ayant été détruites par les bombardements de la Première Guerre mondiale. La cité militaire fut déclassée en 1923. L’une des deux principales portes fortifiées existe toujours, au sud (porte de France), et fait figure aujourd’hui de symbole de la ville et de promenade piétonnière, pont-levis et pont à arcades permettant de franchir les fossés de Vauban. Il ne subsiste rien en revanche de la porte de Bourgogne, au nord, sinon le nom d’un quartier[18].
- Longwy-Bas : centre administratif, lieu avorté d’un projet de ville thermale au début du XXe siècle, les eaux du sous-sol étant riches en fer[19]. Ce projet est encore aujourd’hui parfois évoqué. Véritable centre de la ville jusqu’aux années 1980, Longwy-Bas, sise au fond de la vallée comme les usines sidérurgiques, a totalement périclité avec la disparition de celles-ci. Les gigantesques installations industrielles ayant été détruites vers 1990, il n’en reste plus actuellement que quelques bâtiments administratifs ainsi que le cœur d’un haut-fourneau, couché au milieu d'un golf.
- Longwy-Gouraincourt : cité dite de Gouraincourt, construite pour loger le personnel des usines sidérurgiques en développement, constituée d’une cité ouvrière construite de 1882 à 1893 et agrandie à plusieurs reprises (1900, 1905, 1907, 1910, 1913, 1929, 1930, 1932), de logements de contremaîtres édifiés entre 1863 et 1880, puis en 1914 et 1923, et d’un logement patronal datant de 1896 situé dans un parc avec écurie et colombier ; hôpital édifié en 1896, école primaire en 1892, garderie d’enfants en 1928, école technique en 1930 ; salle des fêtes construite entre 1900 et 1908. Propriété intégrale de la société Usinor jusqu’en 1976, la cité se privatise progressivement par rachat des logements par leurs occupants actuels. Après la fin de la sidérurgie, plusieurs rues situées à proximité immédiate des sites industriels ont été totalement rasées, de même que les usines. En 1909, il y avait huit maisons d’ingénieurs et deux cents logements ouvriers, en 1973 neuf cents logements au total ; deux mille habitants en 1909, trois mille cent en 1911[20],[21].

L’agglomération de Longwy s’est étendue progressivement et rejoint aujourd’hui les agglomérations à la fois de la Belgique (Aubange) et du Luxembourg (Pétange, Differdange), dont les frontières sont très proches. Mais, depuis les années 1970, la restructuration industrielle du bassin lorrain a fortement touché Longwy. En une trentaine d’années, la ville est passée de plus de vingt-trois mille habitants à moins de quinze mille. L’agglomération transfrontalière qui regroupe vingt-trois communes de Lorraine, de Belgique et du Grand-Duché rassemble quant à elle environ cent vingt mille habitants. On estime généralement que près de la moitié de la population active de la région de Longwy travaille au Luxembourg,,. La partie française de l’agglomération tendrait à devenir la banlieue-dortoir des communes luxembourgeoises, la première proposant des logements moins chers, les secondes des emplois plus nombreux et mieux payés.
Pour des raisons de statistiques et de recensement de la population, la commune de Longwy est découpée par l'INSEE en sept quartiers qui sont[réf. nécessaire] :
- Gouraincourt
- Le Tivoli Longwy-Haut
- Le Vieux Château Pulventeux
- Longwy Nord-Ouest
- Longwy Ouest
- Longwy Ouest Longwy-Haut
- Saint-Louis Les Récollets Longwy-Bas

### Habitat et logement
En 2018, le nombre total de logements dans la commune était de 8 392, alors qu'il était de 7 994 en 2013 et de 7 456 en 2008.
Parmi ces logements, 89,2 % étaient des résidences principales, 1,6 % des résidences secondaires et 9,2 % des logements vacants. Ces logements étaient pour 34,2 % d'entre eux des maisons individuelles et pour 63,7 % des appartements.
Le tableau ci-dessous présente la typologie des logements à Longwy en 2018 en comparaison avec celle de Meurthe-et-Moselle et de la France entière. Une caractéristique marquante du parc de logements est ainsi une proportion de résidences secondaires et logements occasionnels (1,6 %) inférieure à celle du département (2 %) et à celle de la France entière (9,7 %). Concernant le statut d'occupation de ces logements, 36,3 % des habitants de la commune sont propriétaires de leur logement (37 % en 2013), contre 57,3 % pour la Meurthe-et-Moselle et 57,5 % pour la France entière.
| Typologie                                               | Longwy | Meurthe-et-Moselle | France entière |
| ------------------------------------------------------- | ------ | ------------------ | -------------- |
| Résidences principales (en %)                           | 89,2   | 88,7               | 82,1           |
| Résidences secondaires et logements occasionnels (en %) | 1,6    | 2                  | 9,7            |
| Logements vacants (en %)                                | 9,2    | 9,3                | 8,2            |

### Projets d’aménagements
Les différents projets d’aménagements à Longwy sont :
- Rénovation de la place Leclerc, parking de la gare[25] ;
- aménagements urbains prévus[Quand ?] à Voltaire[26] ;
- projet d'aménagement et de développement durable (P.A.D.D)[27] ;
- opération d'aménagement de la friche Didier[28].

### Voies de communication et transports
Longwy est relié à Longlaville et à Pétange au Luxembourg par la RN 52a. L'autoroute A30 relie Longwy à la frontière franco-belge. L'autoroute A31 dessert les villes de Thionville, Metz, Nancy et Dijon. La route nationale 52 permet quant à elle de desservir Longwy à Metz par une route nationale.
La gare de Longwy, établie sur la ligne de Longuyon à Mont-Saint-Martin (vers Athus), est desservie par les trains du réseau TER Grand Est (lignes de Longwy à Metz-Ville, à Nancy-Ville, à Reims et à Charleville-Mézières) et par les autocars du réseau TER Grand Est (lignes de Longwy à Longuyon, ainsi que par des trains Regional-Express (RE) des CFL à destination de Luxembourg (ligne 70)
La commune de Longwy dispose d'un réseau desservant les communes membres du S.M.I.T.R.A.L (Syndicat mixte intercommunal des transports de l’agglomération de Longwy). Il existe six lignes urbaines (A à E et la super navette), ainsi que du transport à la demande, des lignes scolaires et deux lignes transfrontalières (vers le Luxembourg).

### Risques naturels et technologiques
Longwy est en zone de sismicité 1 (très faible) selon l’article D. 563-8-1 du Code de l’Environnement.

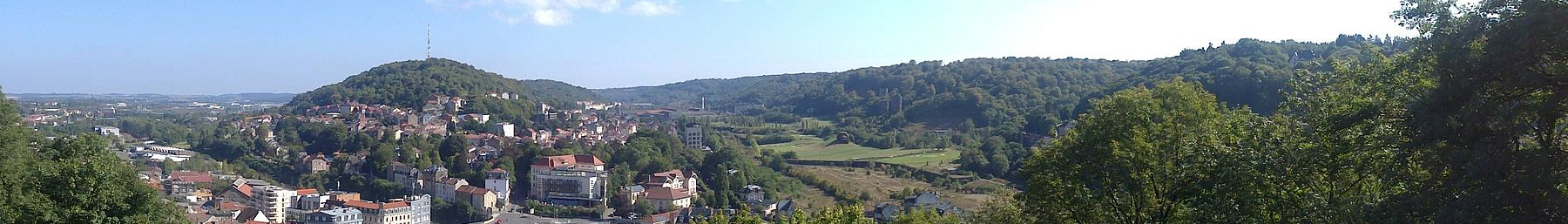
Vue d'une partie de Longwy depuis le Belvédère qui surplombe la vallée.

## Toponymie
- Anciennes mentions : Loncwich[32] et Longwich[33] (633), Longwi et Longvy (1096)[32], Longwy (1173)[32], Longvic (1276)[32], Lonwic (1290)[32], Lonwis (1323)[32], Lonwy (XVe siècle)[32], Loncvil (1535)[32], Lonvy (1539)[32], Longuy (1573)[32], Longuvy et Lougwuy (1674)[32], Longouy (1681)[32], Lonwic (1756)[32], Longwi Haut et Bas (1793)[34].
- Longkech[35] et Lonkech[36] en luxembourgeois, Langich[37] et Langwich en allemand.
- Du latin longus + vicus : « village allongé »[33].

## Histoire

### Formation de la ville
D'après l'Histoire de Verdun de M. Clouet, on attribue la fondation de Longwy au duc Martin, seigneur austrasien qui fut assassiné par Ébroïn en 680.
Les premières traces de population sont l'existence d’un camp romain sur la hauteur du Titelberg, puis d’un château fort, Loncastre, centre d’un comté au VIIe siècle.
Au IXe siècle, un bourg fortifié se développa, puis au XIIe siècle apparut la ville basse, dite Neuveville.

### Des rattachements successifs
Selon M. Mussey, Longwy était au Moyen Âge le siège d’un comté indépendant, que Mathilde porta dans la maison de Luxembourg vers 1060 et qu’un autre mariage fit entrer dans la maison de Lorraine sous Ferry II. En 1276, le comté de Longwy fut mis sous la loi de Beaumont ; Ferry III le vendit en 1296 au comte de Bar et il rentra, avec ce duché, sous l'autorité des ducs de Lorraine.
Longwy fera ensuite partie du Barrois non mouvant jusqu’en 1368 où elle fut cédée, en paiement d’une dette, au duc de Luxembourg, avant d’être restituée au duc de Bar en 1378.
En 1480, à la mort de René Ier d'Anjou duc de Bar et veuf d’Isabelle de Lorraine, Longwy comme l’ensemble du duché de Bar partage son souverain avec le duché de Lorraine sous le sceptre du petit-fils du défunt, René II de Lorraine.
Attaquée en 1648 par les Français, Longwy est occupée jusqu’en 1660 avant d’être rendue au duc de Lorraine Charles IV.
Attaquée une nouvelle fois en 1670, la ville de Longwy devient française. Cette annexion au royaume de France est rendue définitive par le traité de Nimègue conclu le 19 août 1678.
Siège d’un présidial (XVIIe siècle), puis d’un bailliage (XVIIe et XVIIIe siècles) et d’un évêché (fin XVIIIe siècle).

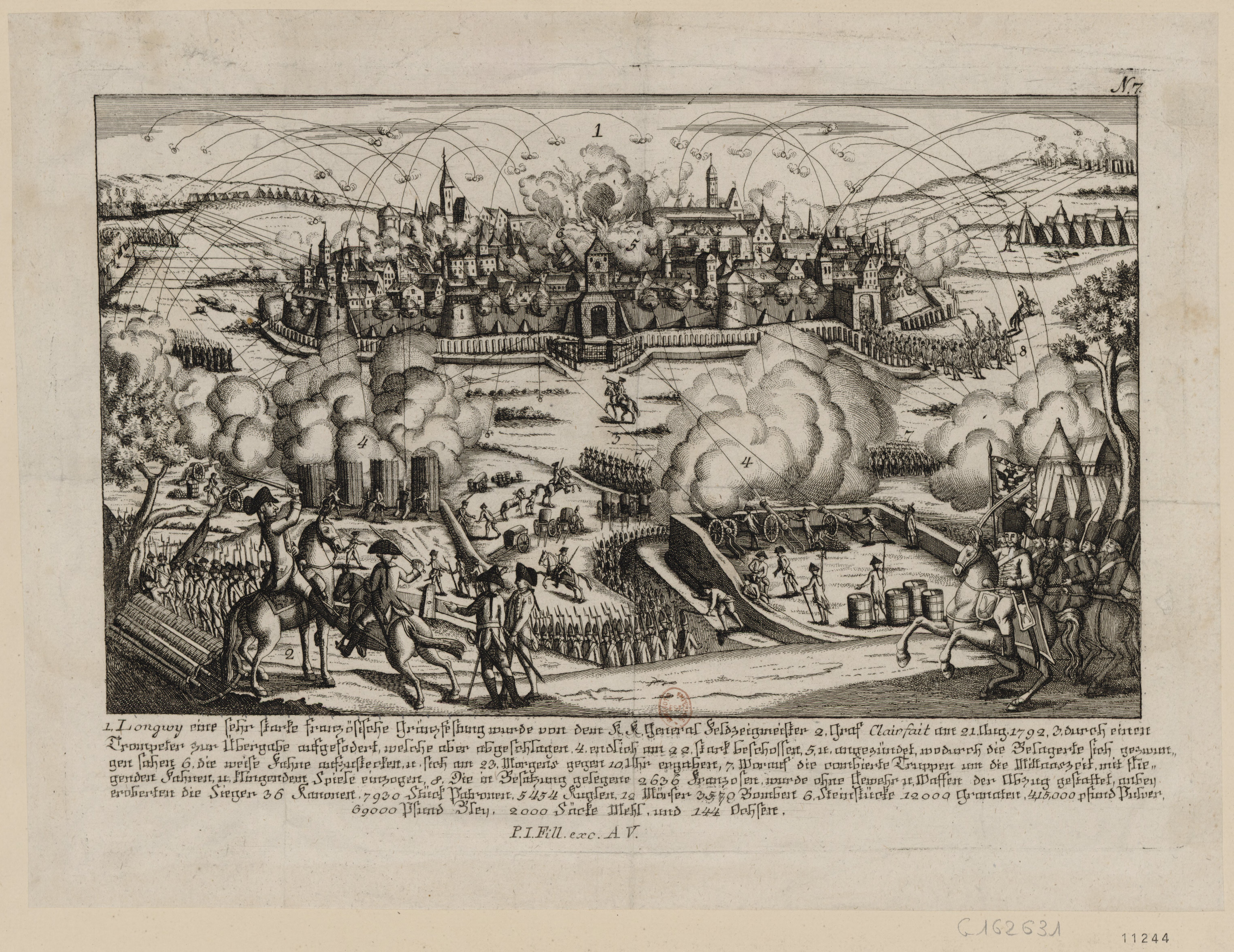
Estampe du siège de Longwy en 1792, Bibliothèque nationale de France.

À la suite de cette annexion, la ville fut fortifiée sur ordre de Louis XIV par Vauban qui y construit une ville neuve. Ses habitants se retrouvent chaque année dans les remparts pour se battre, une tradition issue du milieu agricole qui a toujours lieu au début du XXIe siècle.

### Révolution française et Empire
Sous la Révolution française, la ville devient le chef-lieu du district de Longwy au sein du département de la Moselle de 1790 à 1795.
Durant la guerre de la première coalition, la ville, assiégée le 19 août 1792 se rend au duc de Brunswick le  23 août, sous la pression de la population qui craint un bombardement
Elle est à nouveau assiégée en juillet 1815 par les troupes du prince de Hesse-Hombourg.

### Époque contemporaine

#### Guerre de 1870
Durant la guerre franco-allemande de 1870, la ville est assiégée (en) par les Prussiens du 24 août 1870 au 25 janvier 1871. Après d'intenses bombardements d'artillerie de l'armée prussienne, les défenseurs français de Longwy placés  sous le commandement du colonel Massaroly capitulent.

#### Sidérurgie:XIXeetXXesiècles
À partir des dernières années du XIXe siècle, Longwy est fortement marquée par l’implantation des usines sidérurgiques, qui emploieront la très grande majorité de la population active pendant près d’un siècle.
Un haut-fourneau est érigé en 1848 à Longwy-Bas par monsieur Limbourg, d’où son nom de Fourneau-Limbourg. Il sera reconstruit, puis exploité, ainsi que deux autres appareils, par la Maison de Saintignon jusqu’à la Première Guerre mondiale, après laquelle l’usine n’est pas reconstruite. La Société des Hauts-Fourneaux de Longwy et de la Sauvage, dirigée par M. de Saintignon possède également des hauts-fourneaux à Gouraincourt, dont un sera repris par la Société des Hauts-Fourneaux de la Chiers en 1921.
En 1881, la société Ougrée-Marihey fonde la Société des Hauts-Fourneaux de la Chiers, qui exploite, dès 1883, deux hauts-fourneaux à Longwy-Bas et Gouraincourt. Ils sont remplacés en 1911 par des installations plus modernes, et complétés par trois nouveaux hauts-fourneaux entre 1920 et 1930 (les 3-4-5).
La ville se dote du réseau du  tramway de Longwy en 1901. Le service, interrompu par les destructions de la Première Guerre mondiale, est repris jusqu'en 1936, date où les tramways sont remplacés par des autobus.

Longwy au tout début du XXe siècle
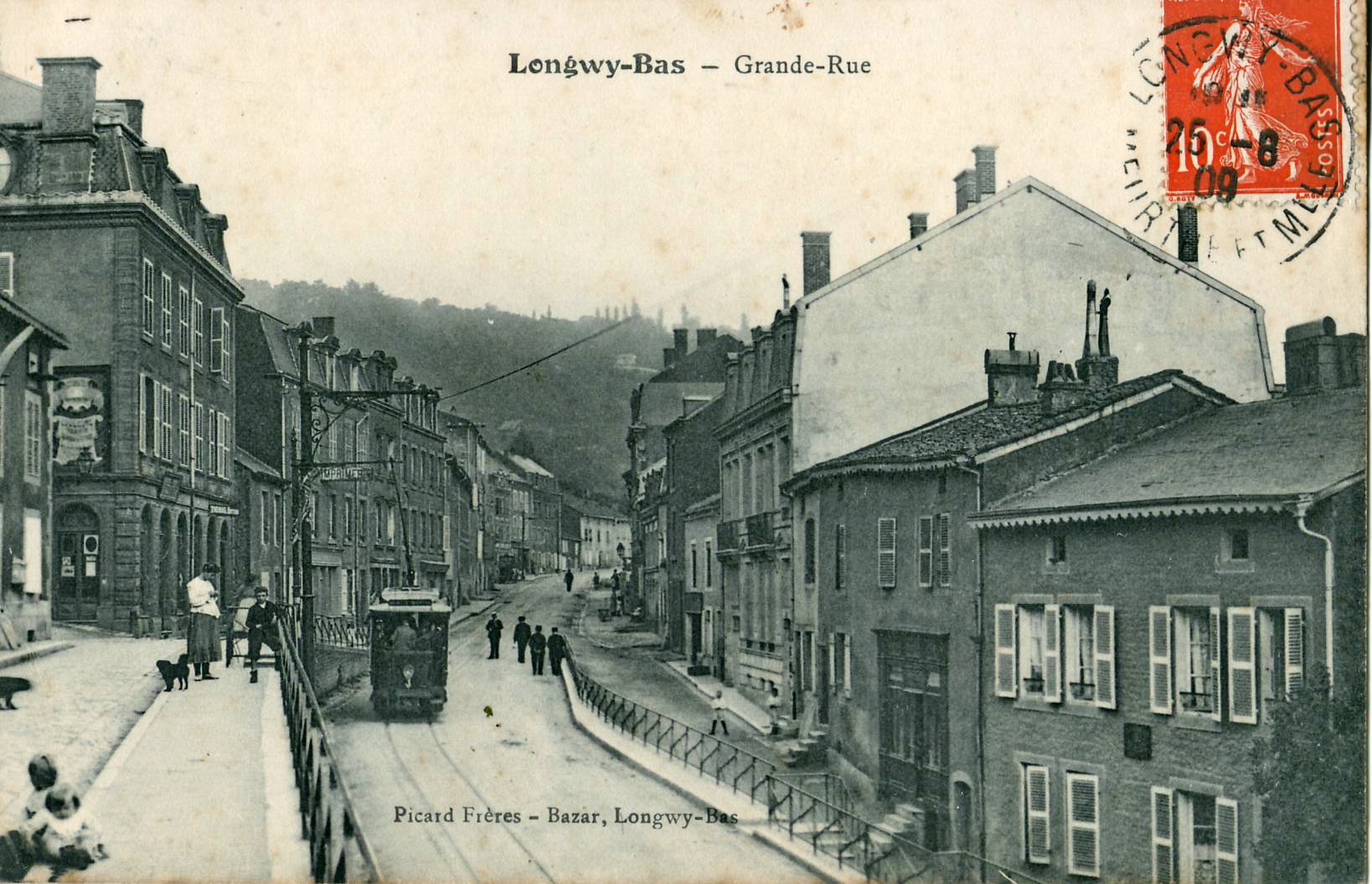
La grande-rue de Longwy-Bas.
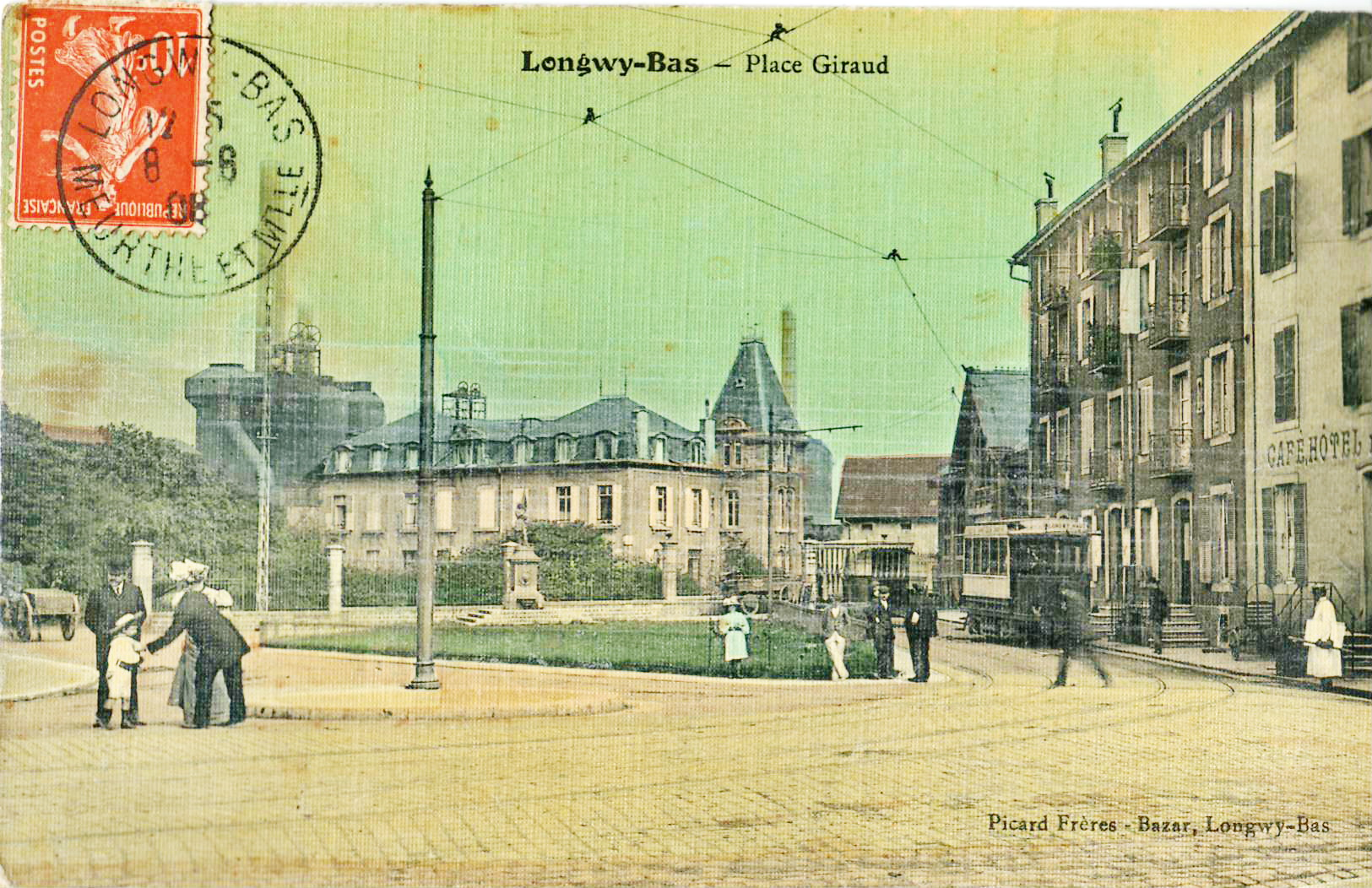
Place Giraud, à Longwy-Bas.
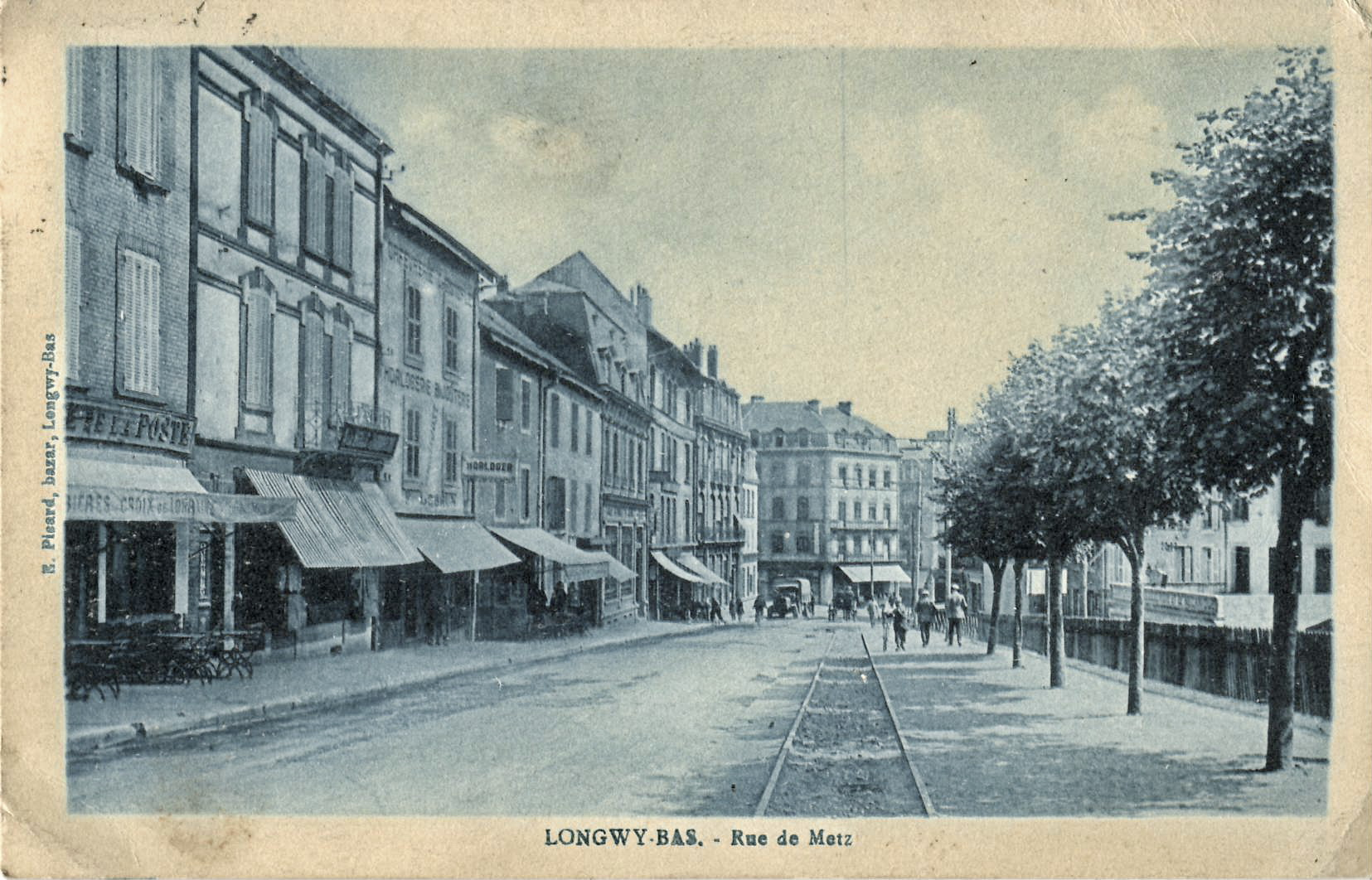
Rue de Metz à Longwy-Bas.
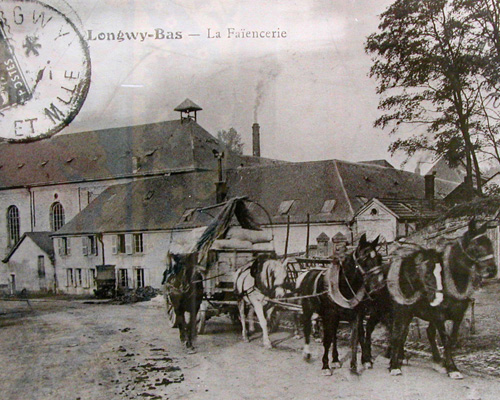
Usine des Faïences et Émaux de Longwy en 1900.
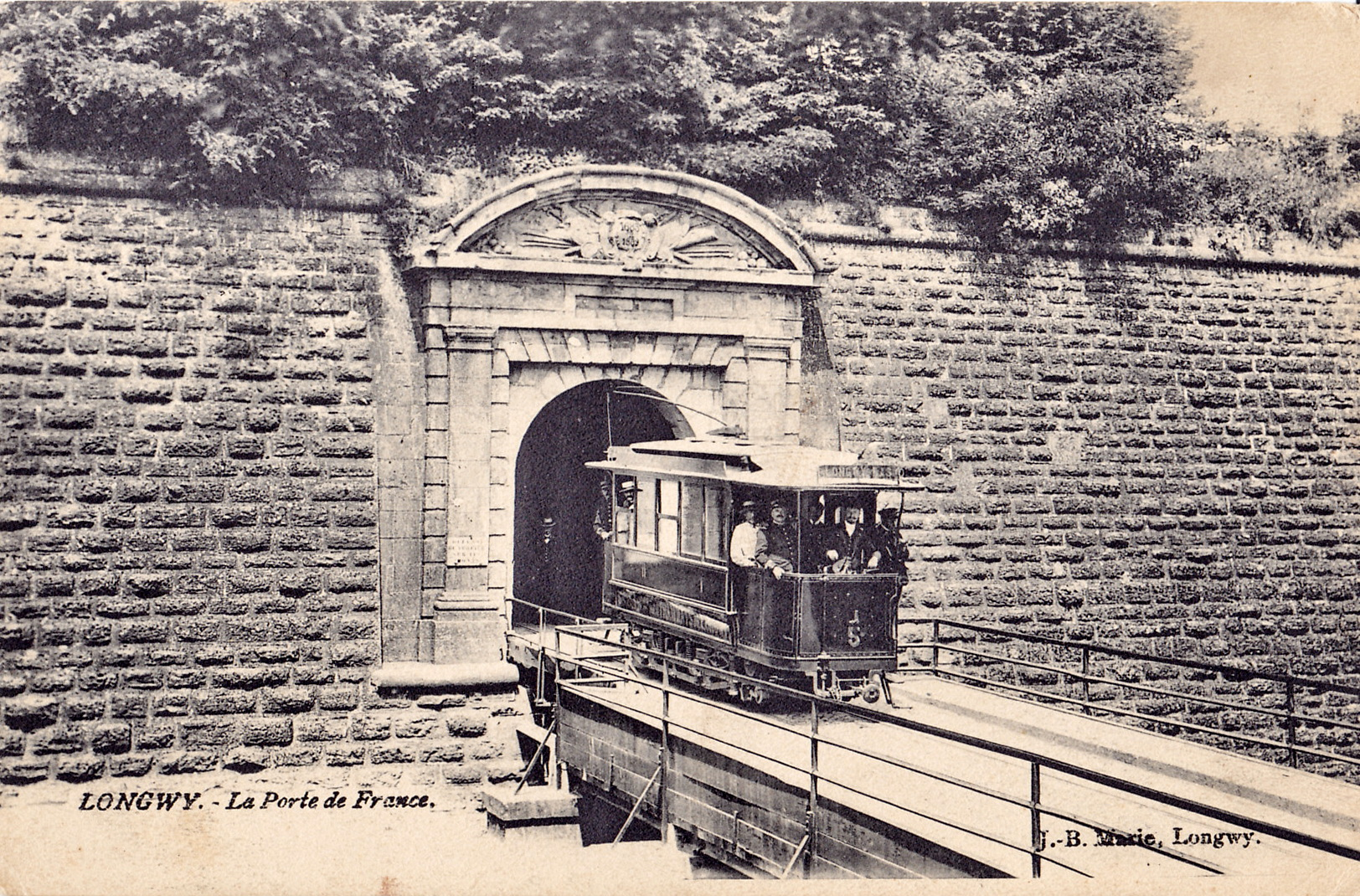
Tramway à Longwy sur la Porte de la France.

En 1905, une importante grève marque ce milieu ; cette grève est réprimée par l'armée,.
Défendue par un seul bataillon, la ville capitule après un nouveau siège de 24 jours le 27 août 1914. Après la Première Guerre mondiale, la ville est décorée de la Croix de guerre avec palme et de la Légion d’honneur le 11 août 1919 :

« Sentinelle avancée à quelques kilomètres de la frontière, a eu l’honneur de jouer un rôle important aux grandes heures de l’histoire. A fait preuve, en résistant à l’envahisseur de 1914, du même héroïsme que pendant les trois sièges de 1792, 1815 et 1870. N’a succombé que sous l’effet d’un lourd bombardement, dont elle a vivement souffert, après avoir retenu devant elle d’importantes forces ennemies. A subi fièrement, pendant plus de quatre ans le joug de l’ennemi, exaspéré par sa belle résistance. »

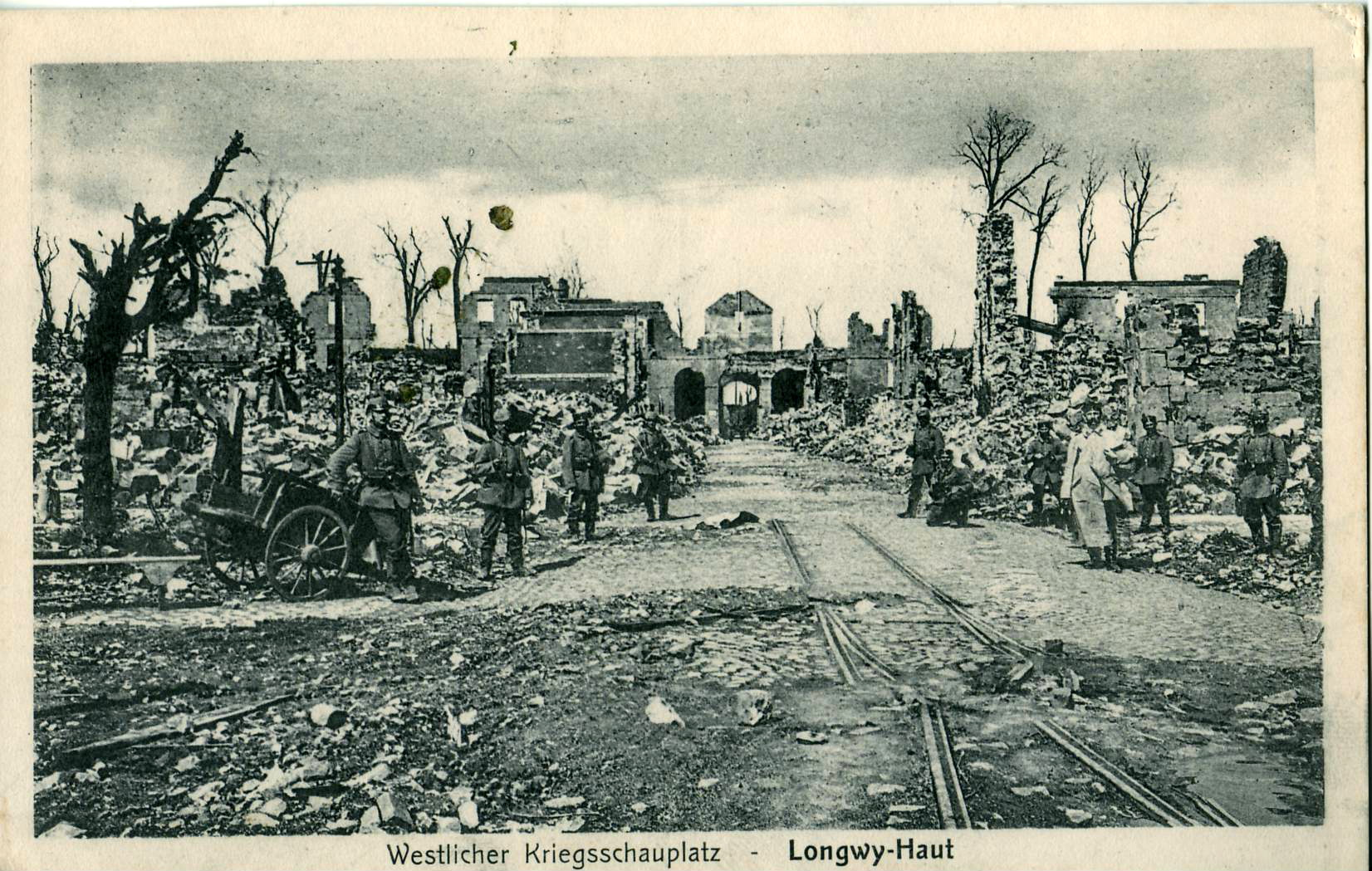
Longwy-haut détruit, en 1914.
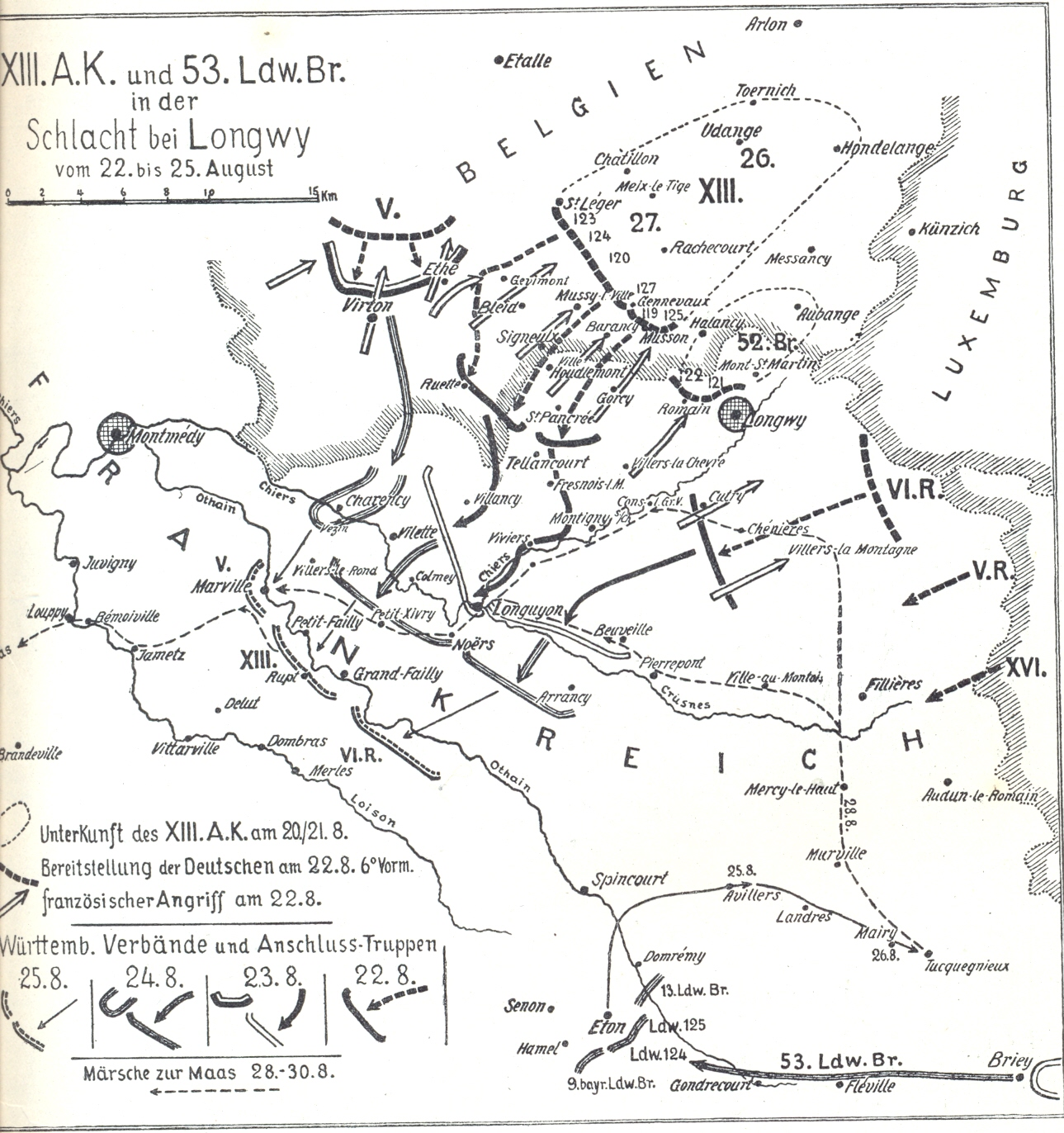
Mouvements de l'armée allemande en 1914.

La commune est le théâtre de combats du 10 au 13 mai 1940 dits bataille de Longwy entre alliés franco-britanniques et Allemands pendant la bataille de France.

Longwy-Bas, photo prise entre 1948 et 1955. National Archives and Records Administration (États-Unis).

En 1955, l’usine dispose donc de cinq hauts-fourneaux. Dans la seconde moitié des années 1960, ces cinq hauts-fourneaux sont répartis en deux secteurs : les hauts-fourneaux 1, 2 et 3 à Longwy-Bas et les hauts-fourneaux 4 et 5 à Gouraincourt ; quatre de ces hauts-fourneaux sont en service, le no 3 est en cours de réfection ; le chargement se fait à l’aide de bennes Staehler transportées par des ponts à commande automatique et la production mensuelle avoisine les 60 000 à 65 000 tonnes de fonte.
Gérard Noiriel consacre un large partie de ses travaux à l’histoire du bassin de Longwy, où il enseigna au collège, au moment des conflits sociaux de la fin des années 1970. En 1982, il rédige, sous la direction de Madeleine Rebérioux, une thèse de doctorat sur Les ouvriers sidérurgistes et les mineurs de fer du bassin de Longwy-Villerupt (1919-1939). Il publie par la suite plusieurs ouvrages consacrés à ce sujet, dont le dernier est Immigrés et prolétaires. Longwy 1880-1980, publié en 2019 aux éditions Agone. Retraçant un siècle de l’histoire du bassin sidérurgique Lorrain, Noiriel y développe sa thèse selon laquelle l’identification à la classe ouvrière par les étrangers fut un vecteur de leur intégration à la nation.

#### La fin de la sidérurgie
À  Longwy — comme à Thionville —, l’entreprise Usinor est un exemple de la puissance industrielle française. C’est le premier employeur privé du bassin.
Le démantèlement de la sidérurgie longovicienne, jugée non-compétitive, est amorcé par les gouvernements Barre à la fin des années 1970, et finalisé par les gouvernements socialistes du début des années 1980, l’annonce des plans de fermeture donnant alors lieu à de très violentes émeutes dans la ville (1979 et 1984 notamment).
Le 3 août 1979, les hauts-fourneaux 4 et 5 de Gouraincourt sont arrêtés. Un four électrique de 60 tonnes est arrêté en 1981.
Aujourd'hui, l'ancien château de direction abrite la manufacture d'émaux de Longwy Saint-Jean l'Aigle et ses ateliers d'art, son musée technologique, une bibliothèque de sept cents volumes techniques, un centre de formation aux métiers de la céramique.

#### Longwy auXXIesiècle: dans l'orbite du Luxembourg.
Le déclin de la sidérurgie à la fin du XXe siècle coïncide avec la montée en puissance de l'économie de service au Grand-Duché du Luxembourg voisin. Avec un taux de croissance moyen du PIB du Luxembourg quatre fois supérieur à celui de la France, la demande de main-d’œuvre transfrontalière explose.
Sur tout le secteur, on observe un phénomène inattendu : une croissance de la population, du nombre d’actifs, mais une baisse de l’emploi. L'essentiel des actifs de Longwy (80 % hors fonction publique) travaille en effet au Grand-Duché et de nombreuses entreprises locales déménagent de l'autre coté de la frontière pour bénéficier d'une fiscalité plus attractive. De nombreux salariés français sont embauchés sous contrat luxembourgeois (notamment par les agences d'intérim de Rodange) tout en effectuant la majeure partie de leur travail en France.
Paradoxalement, de plus en plus de frontaliers sont Luxembourgeois, préférant s'installer en France et travailler dans leur pays du fait de la cherté des logements et de la vie au Grand-Duché.
Une dualité s'est installée au sein de la population entre ceux qui bénéficient de la manne luxembourgeoise (salaires, allocations, retraites) et les autres (retraités du système de pension français, fonctionnaires, chômeurs), avec son lot de ressentiment, de crispations voire de tensions sociales.
La ville se transforme peu à peu en désert médical. Les jeunes médecins préférant s’installer dans le pays voisin (la consultation y est payée au double du tarif français), le nombre de praticiens ne cesse de baisser au fil des départs en retraite, pénalisant par là même les non-frontaliers qui ne sont pas affiliés au régime d'assurance maladie du Luxembourg.
Longwy est passé du statut de capitale de l'acier à celui de banlieue-dortoir de Pétange et de Differdange.

## Politique et administration

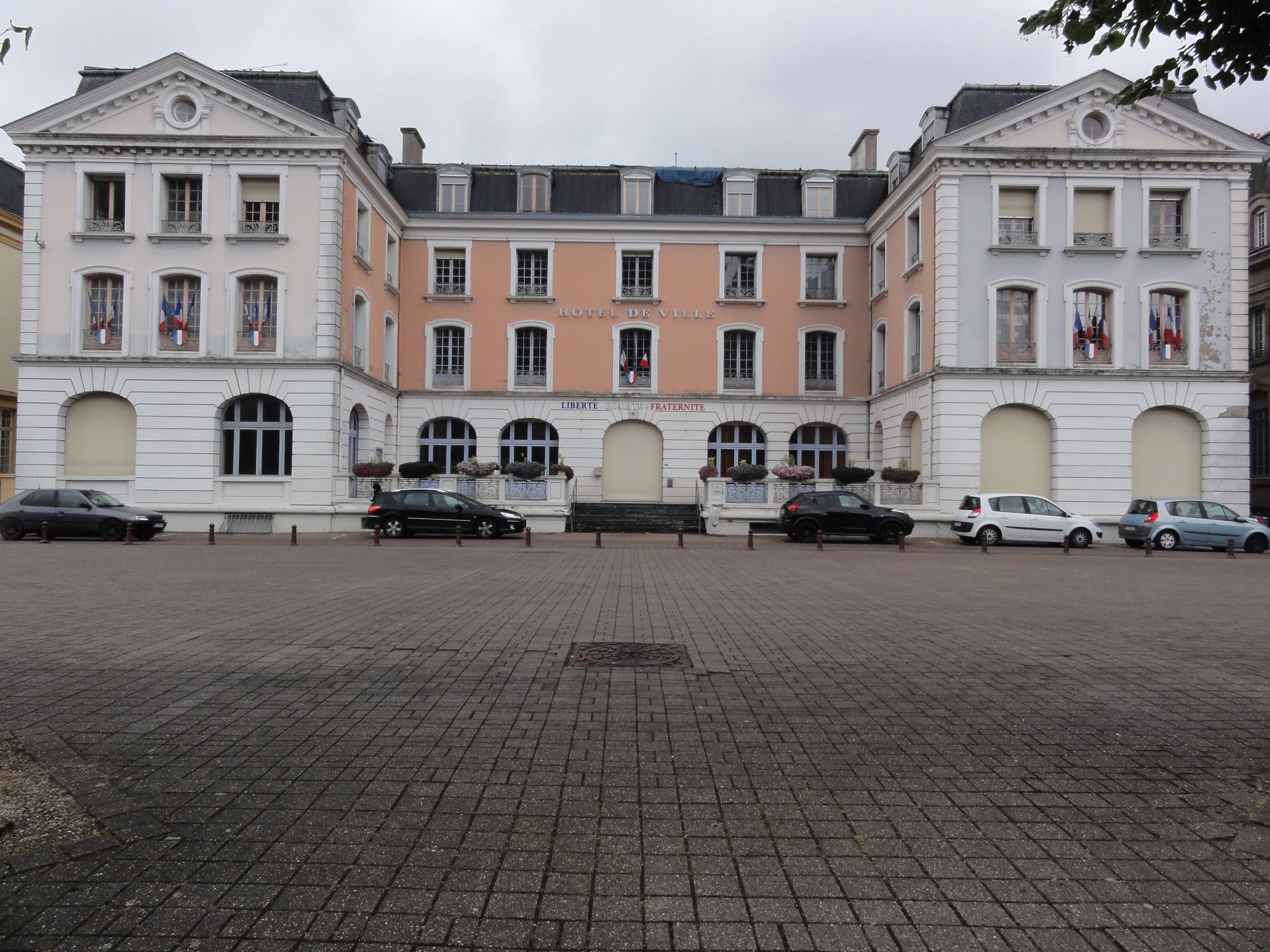
L'hôtel de ville de Longwy.

### Rattachements administratifs et électoraux

#### Rattachements administratifs
La commune se trouve dans l'arrondissement de Briey du département de Meurthe-et-Moselle.
Elle était depuis 1793 le chef-lieu du canton de Longwy, remanié en 1973 et réduit alors à la seule commune de Longwy. Dans le cadre du redécoupage cantonal de 2014 en France, cette circonscription administrative territoriale a disparu, et le canton n'est plus qu'une circonscription électorale.

#### Rattachements électoraux
Pour les élections départementales, la commune fait partie depuis 2014 d'un nouveau canton de Longwy porté à huit communes.
Pour les élections législatives, elle fait partie de la troisième circonscription de Meurthe-et-Moselle.

### Intercommunalité
Longwy est le siège de la communauté d'agglomération dénommée depuis 2021 Grand Longwy Agglomération, un établissement public de coopération intercommunale (EPCI) à fiscalité propre créé en 2017 sous le nom de communauté d'agglomération de Longwy par transformation de la communauté de communes de l'Agglomération de Longwy et auquel la commune avait transféré un certain nombre de ses compétences, dans les conditions déterminées par le code général des collectivités territoriales.
Cette communauté de communes avait elle-même été créée en 2002 par transformation d'un district constitué en 1960 et qui avait progressivement intégré d'autres communes.
La commune est également membre de l'Agglomération transfrontalière du pôle européen de développement.

### Tendances politiques et résultats
Depuis plusieurs décennies, la population de Longwy vote à gauche, tant aux élections municipales qu'aux élections nationales.
Cependant, c'est une liste UMP qui remporte la mairie lors des élections de 2008, à la faveur d’une triangulaire : deux listes se réclamant du Parti socialiste réunissent près de 60 % des voix, mais ne s'entendent pas pour fusionner entre les deux tours.
En 2014, l'ancien maire PS reconquiert la mairie.
Au second tour de l'élection présidentielle de 2017, Emmanuel Macron (La République en marche) recueille 69,3 % des voix à Longwy, contre 30,7 % à Marine Le Pen (Front national). On décompte par ailleurs 4,45 % de votes blancs et 1,4 % de votes nuls parmi les votants.

### Liste des maires
Depuis l'après-guerre, neuf maires se sont succédé à la tête de la commune.
| Période      | Période                       | Identité                   | Étiquette   | Qualité |
| ------------ | ----------------------------- | -------------------------- | ----------- | --- |
| mai 1945     | octobre 1947                  | Jean Lafont                | SFIO        | Médecin Conseiller général de Longwy (1945 → 1949) Vice-président du conseil général (1945 → 1946) Ancien conseiller d'arrondissement (1937 → 1940)                                                                                |
| octobre 1947 | septembre 1954                | Édouard Legras (1888-1954) | SFIO        | Retraité des chemins de fer Décédé en fonction |
| octobre 1954 | mars 1971                     | Charles-Léon Bassompierre  | SE          | Ancien agriculteur et commerçant Président du District urbain de Longwy |
| mars 1971    | mars 1977                     | André Wille                | UDR         | |
| mars 1977    | mars 1989                     | Jules Jean                 | PCF         | Professeur de lycée Conseiller général de Longwy (1973 → 1994) Suppléant du député Antoine Porcu (1978 → 1981) |
| mars 1989    | mars 2006                     | Jean-Paul Durieux          | PS          | Cadre supérieur Député de Meurthe-et-Moselle (7e circ.) (1981 → 2002) Conseiller général de Longwy (1994 → 2001) Président de la CC de l'Agglomération de Longwy (1995 → 2008) Démissionnaire                                      |
| mars 2006    | mars 2008                     | Jean-Marc Fournel          | PS          | Employé SNCF, adjoint au maire (1995 → 2006) Suppléant du député Christian Eckert (2007 → 2014) |
| mars 2008    | avril 2014                    | Édouard Jacque             | UDI (PR)    | Chef d'entreprise Conseiller régional de Lorraine (2010 → 2015) Conseiller régional du Grand Est (2015 → 2021) Conseiller général de Mont-Saint-Martin (2001 → 2008) Président de la CC de l'Agglomération de Longwy (2008 → 2011) |
| avril 2014   | février 2024                  | Jean-Marc Fournel          | PS          | Retraité de la SNCF Député de Meurthe-et-Moselle (3e circ.) (2014 → 2017) Ancien conseiller régional de Lorraine (2010 → 2014) Réélu en 2020, démissionnaire en 2024                                                               |
| février 2024 | En cours (au 25 février 2024) | Vincent Hamen              | DVG (ex-PS) | Professeur des écoles, premier adjoint au maire (2017 → 2024) Conseiller départemental de Longwy (2021 → ) 12e vice-président du conseil départemental (2021 → )                                                                   |

### Jumelages
| Ville | Ville       | Pays | Pays       | Période     |
| ----- | ----------- | ---- | ---------- | ----------- |
|       | Differdange |      | Luxembourg | depuis 1980 |
|       | Freital     |      | Allemagne  | 1979-1991   |
|       | Nagold      |      | Allemagne  | depuis 1957 |

## Équipements et services publics

### Enseignement
La commune de Longwy dépend de l'académie de Nancy-Metz (rectorat) et les écoles primaires de la commune dépendent de l'inspection académique de Meurthe-et-Moselle.
Pour le calendrier des vacances scolaires, Longwy est en zone B.
Sur la commune de Longwy, 19 établissements scolaires sont ouverts : 12 écoles, 3 collèges et 4 lycées.

### Santé
La population du bassin de vie longovicen bénéficie de la présence dans la ville de Mont-Saint-Martin du centre hospitalier Hôtel Dieu. D'une capacité de 350 lits, celui-ci dispose d'un service d'urgences et de spécialités médicales attendues d’un établissement de cette dimension (cardiologie, médecine générale, maternité, endocrinologie, médecine gériatrique, pneumologie, chirurgie…).

### Justice, sécurité, secours et défense
| Violences aux personnes              | 572   | 13,98 ‰ |
| Vols et dégradations                 | 1 237 | 30,23 ‰ |
| Délinquance économique et financière | 158   | 0,02 ‰  |
| Autres crimes et délits              | 608   | 14,86 ‰ |

La zone de police de Longwy couvre 8 communes : Longwy, Herserange, Réhon, Mexy, Mont-Saint-Martin, Longlaville, Haucourt-Moulaine et Saulnes.
L'ensemble de ces communes représente une population de 40 920 habitants.

## Population et société

### Démographie

#### Évolution de la population
L'évolution du nombre d'habitants est connue à travers les recensements de la population effectués dans la commune depuis 1793. Pour les communes de plus de 10 000 habitants les recensements ont lieu chaque année à la suite d'une enquête par sondage auprès d'un échantillon d'adresses représentant 8 % de leurs logements, contrairement aux autres communes qui ont un recensement réel tous les cinq ans,.

En 2022, la commune comptait 15 492 habitants, en évolution de +5,23 % par rapport à 2016 (Meurthe-et-Moselle : −0,13 %, France hors Mayotte : +2,11 %).
| 1793  | 1800  | 1806  | 1821  | 1836  | 1841  | 1861  | 1866  | 1872  |
| ----- | ----- | ----- | ----- | ----- | ----- | ----- | ----- | ----- |
| 2 328 | 2 212 | 2 118 | 2 548 | 2 358 | 2 430 | 2 530 | 3 353 | 3 213 |

| 1876  | 1881  | 1886  | 1891  | 1896  | 1901  | 1906  | 1911   | 1921  |
| ----- | ----- | ----- | ----- | ----- | ----- | ----- | ------ | ----- |
| 4 225 | 5 064 | 6 811 | 6 978 | 7 788 | 9 235 | 9 911 | 11 144 | 9 033 |

| 1926   | 1931   | 1936   | 1946   | 1954   | 1962   | 1968   | 1975   | 1982   |
| ------ | ------ | ------ | ------ | ------ | ------ | ------ | ------ | ------ |
| 12 101 | 14 811 | 14 131 | 12 150 | 16 578 | 21 929 | 21 076 | 20 131 | 17 338 |

| 1990   | 1999   | 2006   | 2011   | 2016   | 2021   | 2022   | - | - |
| ------ | ------ | ------ | ------ | ------ | ------ | ------ | - | - |
| 15 439 | 14 521 | 14 317 | 14 364 | 14 722 | 15 191 | 15 492 | - | - |

#### Pyramide des âges
La population de la commune est relativement jeune. En 2018, le taux de personnes d'un âge inférieur à 30 ans s'élève à 36 %, soit en dessous de la moyenne départementale (36,8 %). À l'inverse, le taux de personnes d'âge supérieur à 60 ans est de 25,3 % la même année, alors qu'il est de 25,4 % au niveau départemental.
En 2018, la commune comptait 7 020 hommes pour 7 710 femmes, soit un taux de 52,34 % de femmes, légèrement supérieur au taux départemental (51,43 %).
Les pyramides des âges de la commune et du département s'établissent comme suit.
| Hommes | Classe d’âge | Femmes |
| ------ | ------------ | ------ |
| 0,8    | 90 ou +      | 2,0    |
| 6,9    | 75-89 ans    | 10,7   |
| 13,5   | 60-74 ans    | 16,3   |
| 20,0   | 45-59 ans    | 19,7   |
| 20,3   | 30-44 ans    | 17,6   |
| 21,6   | 15-29 ans    | 17,5   |
| 16,8   | 0-14 ans     | 16,3   |

| Hommes | Classe d’âge | Femmes |
| ------ | ------------ | ------ |
| 0,6    | 90 ou +      | 1,8    |
| 6,6    | 75-89 ans    | 9,3    |
| 16,2   | 60-74 ans    | 17,4   |
| 19,5   | 45-59 ans    | 18,9   |
| 18,9   | 30-44 ans    | 18     |
| 20,6   | 15-29 ans    | 18,9   |
| 17,6   | 0-14 ans     | 15,6   |

### Manifestations culturelles et festivités
- La Foire de Pâques

Chaque année, la foire de Pâques est le plus grand rassemblement de forains du bassin de Longwy. Elle s'étale sur deux semaines et l'ouverture a toujours lieu la veille de Pâques.
- Le Carnaval Vénitien de Longwy

Depuis 2008, un carnaval vénitien a lieu entre la place Darche et les fortifications de Vauban / Porte de France. Étalé sur deux jours, il est accompagné d'un feu d'artifice, d'ateliers pour créer ses costumes et de marchands italiens.
- Longwy la Nuit (anciennement Les Nuits de Longwy)

Un festival a lieu tous les ans sur Longwy avec des concerts gratuits pendant une semaine, l'endroit du concert changeant chaque soir (place Darche, remparts de Vauban, porte de France, etc.), quelques grands chanteurs sont venus comme Mickey 3D ou Lussi (Nouvelle Star 2010) en juillet 2010. Le festival acquiert une notoriété de plus en plus importante.
- Les paroles de la chanson Longue vie, Longwy ont été adaptées de la chanson de Félix Leclerc Le train du nord par Michel Corringe sur son album Aldébaran.
- Lorraine cœur d'acier est une radio qui fut fondée en 1979 pour lutter contre les fermetures d’usines dans le milieu sidérurgique[67]. De 2007 à 2009, un groupe punk rock de Longwy avait repris ce nom en hommage.
- La chanson de Renaud Où c’est qu’j’ai mis mon flingue évoque les émeutes de Longwy à l’occasion de la fermeture des usines : « à Longwy comme à Saint-Lazare, plus de slogan face aux flicards mais des fusils, des pavés, des grenades » (il prononce d'ailleurs « Longouy »…)
- Lors de la fermeture des usines sidérurgiques, le chanteur Bernard Lavilliers est venu apporter son soutien aux ouvriers à l’occasion d’un concert[68]. Renaud a également apporté son soutien aux ouvriers à l'occasion d'un concert dans les locaux d'une usine sidérurgique. Le chanteur Johnny Hallyday a été pacifiquement « enlevé » pour une visite guidée de l'aciérie de l'usine de la Chiers la nuit du 7 au 8 mars 1979, il a déclaré à cette occasion : « C’est l’enfer ici[69]. » Enfin, la Coupe de France a été volée la nuit du 8 au 9 août 1979 par une « délégation » de syndicalistes de la CFDT dans les locaux du FC Nantes afin d’attirer l’attention des médias sur le sort des ouvriers.
- Dans ses Mémoires d'outre-tombe, François-René de Chateaubriand relate son passage par la ville de Longwy pendant la période révolutionnaire[70].

### Sports et loisirs
- Water-polo : Le Grand Longwy Water-Polo, qui compte une équipe masculine en championnat de Nationale 3, et féminine en championnat de Nationale 2[71].
- Cyclisme :
  - Tour de France : Longwy a été ville d'arrivée et de départ en 1911, 1912, 1913, et 1914, à une époque le tour suivait les frontières, et où l'Alsace-Lorraine était allemande. Longwy a été ville d'arrivée en 1982, 2017, et 2022[72],[73].
  - Le Paris-Longwy est une ancienne course cycliste française, organisée de 1924 à 1929.
  - Depuis 1986, l'association Les amis cyclotouristes du Paris-Longwy organise une randonnée cyclotouriste d’environ trois cents kilomètres entre Paris ou une ville proche (Paris fut le point de départ au début, puis aux 19-20-21 et 22e éditions) et Longwy. Déroulement : petit déjeuner le matin vers 0 h 30 - 1 h, départ à 2 h (ou 1 h selon les éditions), halte ravitaillement tous les 50 km, vers 10 h 30-11 h halte plus conséquente pour bien manger, arrivée sur la place Darche aux alentours de 19 h.
- Basket : l’équipe BC Longwy-Rehon a évolué à un bon niveau. En 2010, elle était la doyenne des clubs de Nationale 1 ; ce qui la plaçait dans les 50 meilleures équipes de France. Ce club évolue dans la salle des sports Léon-Bassompierre à Longwy-Bas. Quelque 170 licenciés de tous âges portent les couleurs « Coq de Roche » de la ville de Longwy.
- Football : dans les années 1930, l'US Longwy connaît une brève aventure professionnelle de 1937 à 1939 de deuxième division.
- La Plaine des Jeux est une infrastructure arborée et libre d'accès permettant à tous de s'adonner aux balades, football, rugby, athlétisme. Elle comporte également une aire de jeux et un circuit pour voitures télé-commandées. Les terrains de tennis sont, eux, réservés aux membres du club.
- Le MRC Longwy, club d'autos radio-commandées, organise tous les ans un challenge hivernal dans la salle du Cosec à Longwy-Haut ainsi que le Grand-Prix des 3-Frontières, course internationale regroupant tous les meilleurs pilotes mondiaux, qui a lieu une fois par an au mois de décembre dans la salle Léon-Bassompierre. Le club compte parmi ses membres certains des meilleurs pilotes mondiaux.

Dans les années 1960, la municipalité de Longwy souhaite construire un nouvel équipement aquatique. Un site emblématique est sélectionné : le parc des Récollets, l’un des vestiges du projet thermal longovicien initié en 1907. Conçu par l’architecte paysagiste Edouard André, ce parc en déclivité se trouve au cœur de l’une des centralités de la commune, à l’abri des imposantes installations sidérurgiques. Ce contexte semble donc être un cadre privilégié pour créer une complexe sportif emblématique capable de répondre en grande partie aux demandes des clubs sportifs de la ville. Le conseil municipal missionne l’architecte André Filliatre pour concevoir un programme à la hauteur de la puissance économique de la commune et du parc. C'est en 1969 qu'est inauguré le Complexe sportif des Récollets  labellisée Architecture contemporaine remarquable.

### Médias locaux

#### Radios pirates (1978-1981)
- SOS Emploi, radio pirate fondée par la CFDT en 1978, disparue en 1979.
- Lorraine cœur d'acier, radio pirate fondée par la CGT en 1979, disparue en 1981.

#### Radios actuelles
- Radio Aria FM 99.6
- X-Move La Radio

## Économie
- Antenne de la Chambre de commerce et d'industrie de Meurthe-et-Moselle.
- Longwy, en 2012, dispose de 21 types de commerce ouverts sur la commune.
- Sur le territoire de Longwy, deux types de produits alimentaires traditionnels issus d'un savoir-faire et d'un terroir sont fabriqués.

## Culture locale et patrimoine

### Patrimoine artisanal et industriel
Depuis les premières faïences en 1798, le savoir-faire longovicien crée encore de nos jours des collections traditionnelles ou contemporaines qui font appel à la créativité d’artistes et de designers de renommée nationale ou internationale. Les faïenciers sont au nombre de six à Longwy-Bas qui perpétuent la tradition artistique dont deux qui sont dirigées par un Meilleur Ouvrier de France.

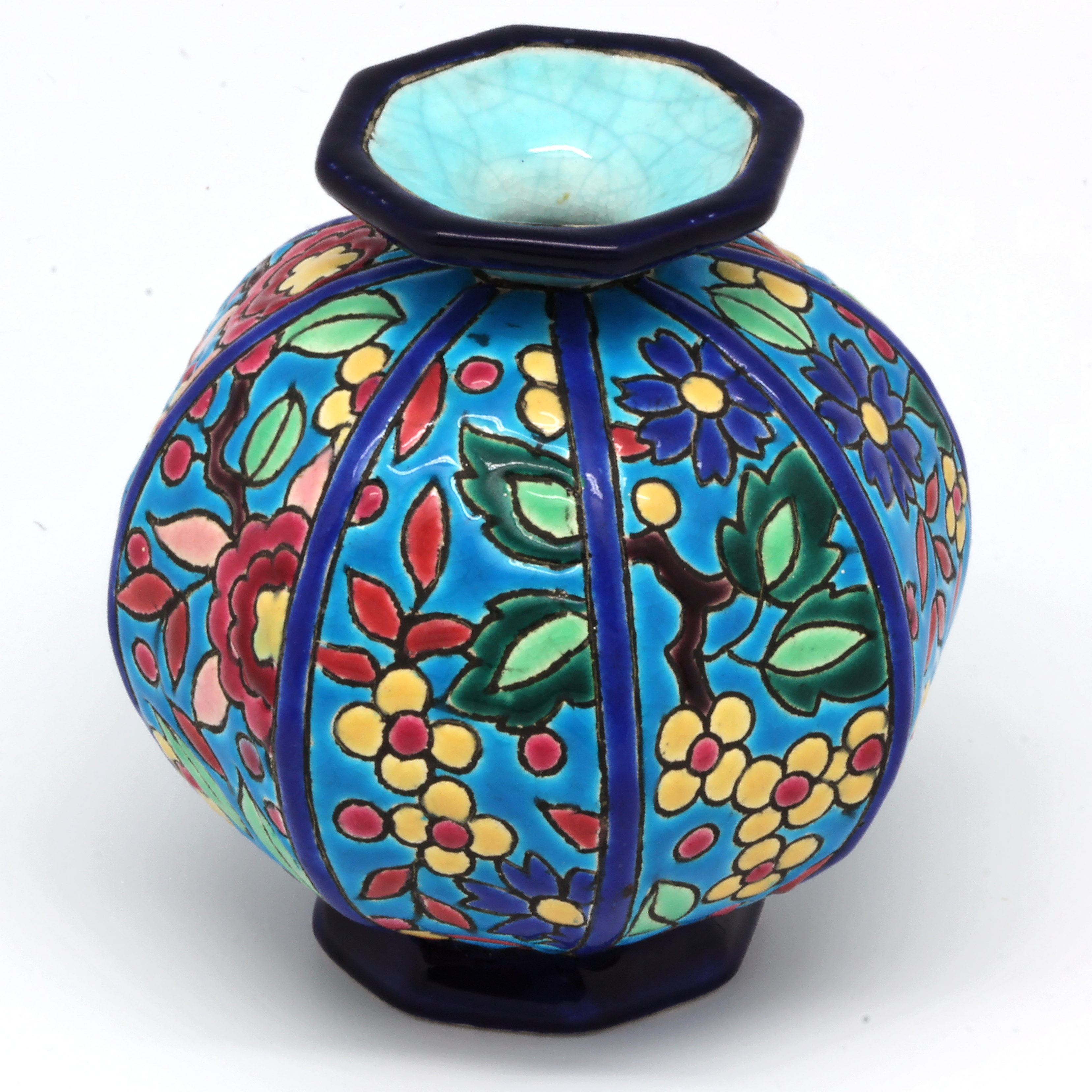
Soliflore décoré d'émaux de Longwy.
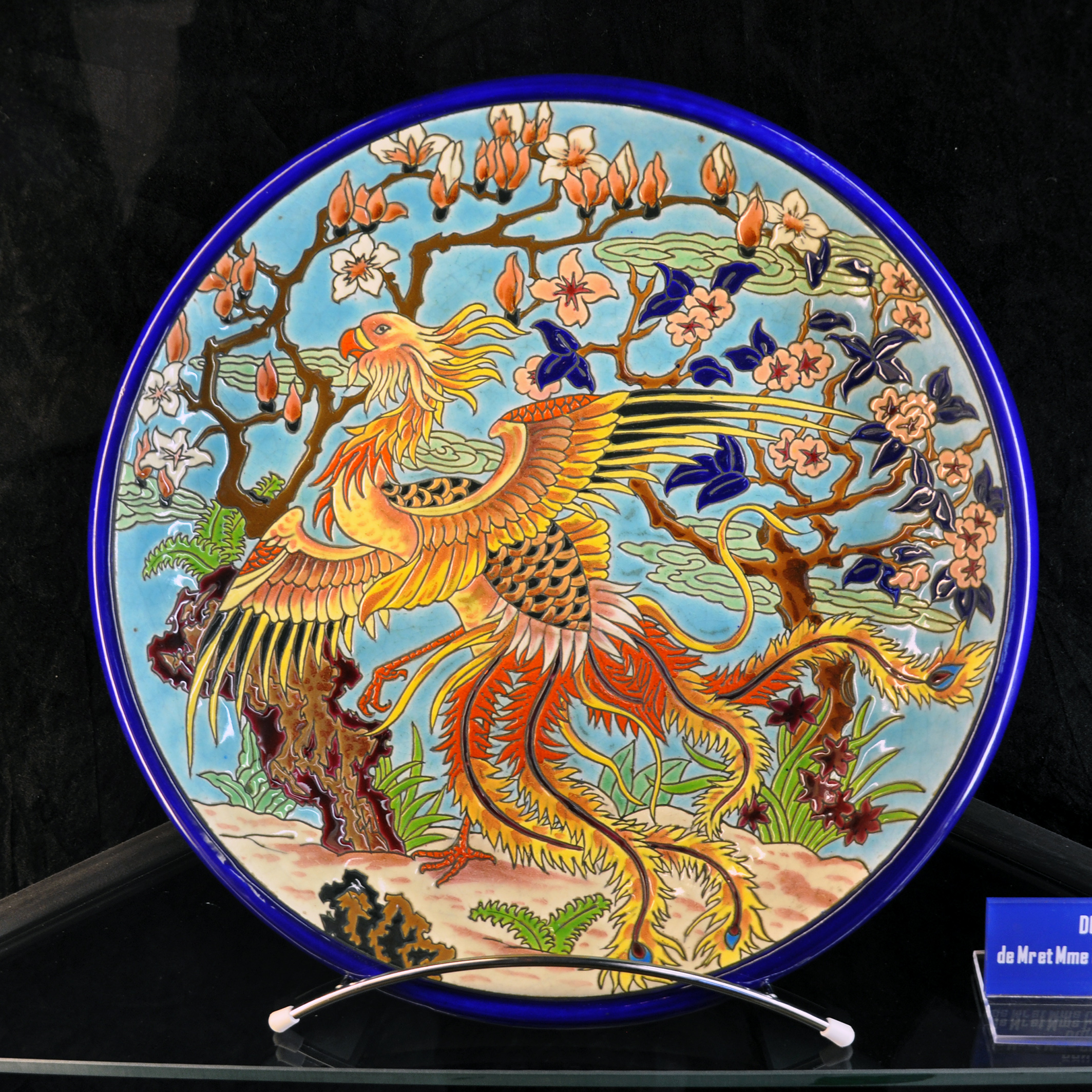
Plat à décor de phénix.

### Patrimoine architectural

#### Citadelle Vauban

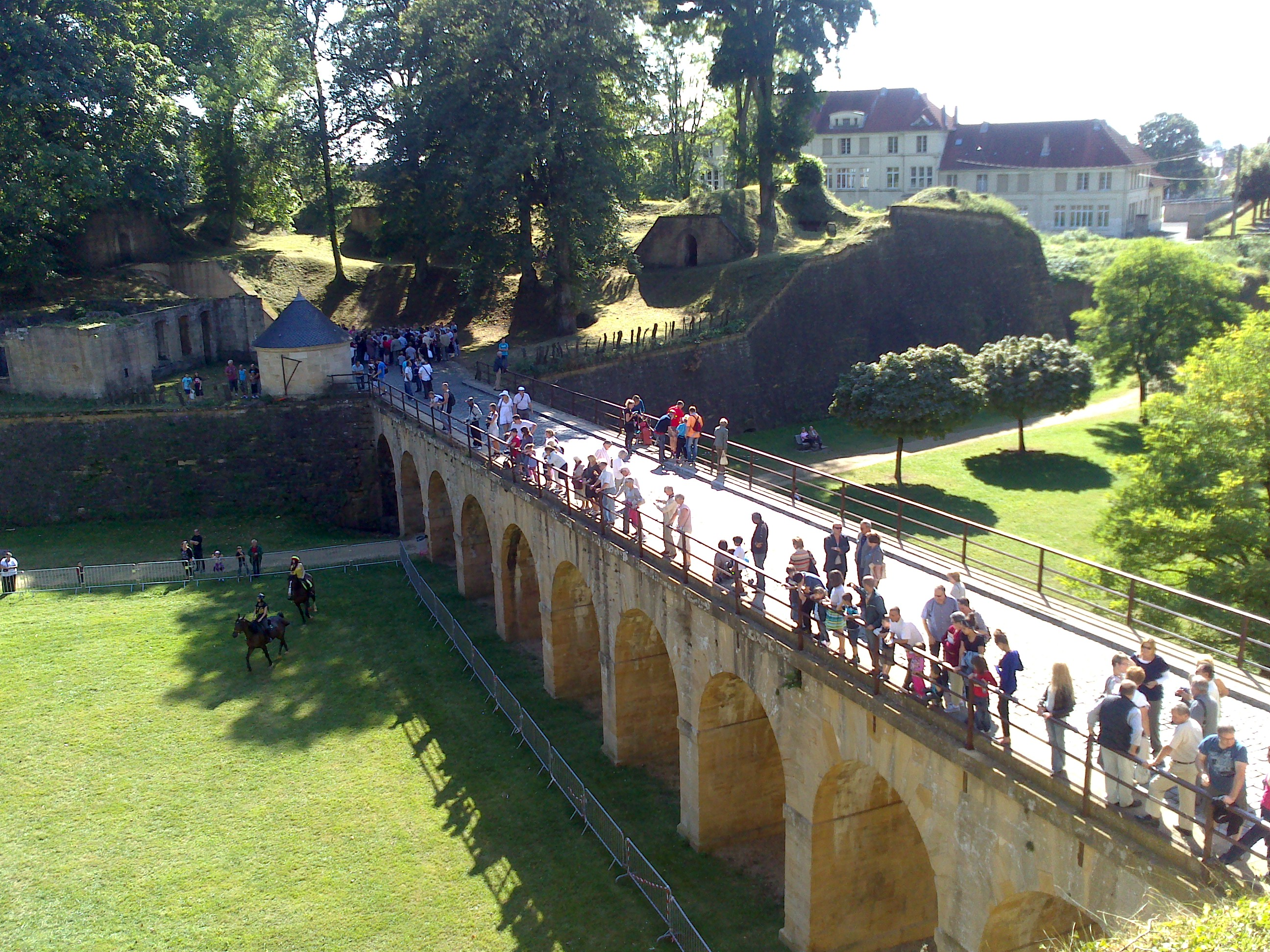
La citadelle de Longwy et ses remparts.

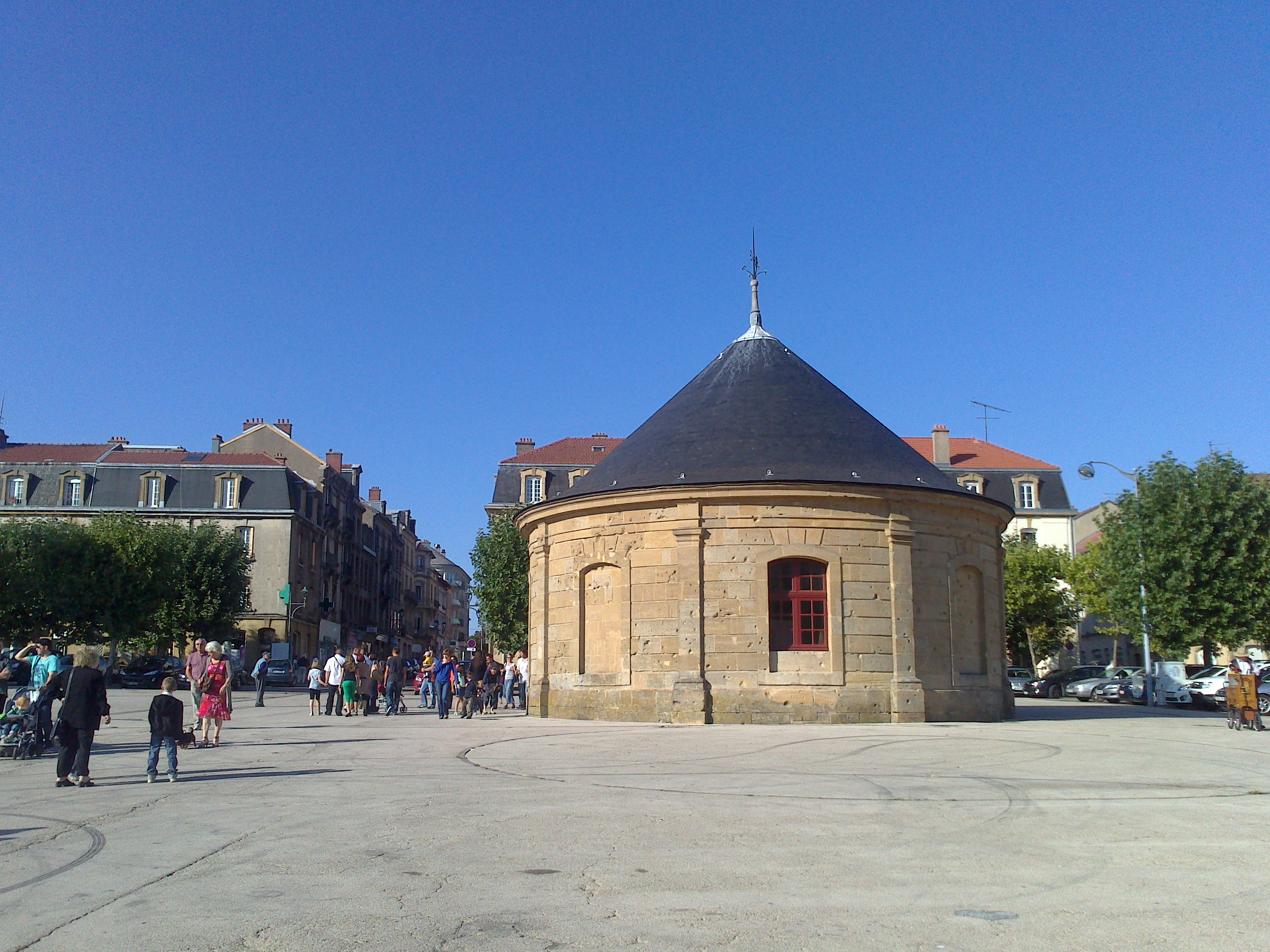
Puits de siège, place Darche.

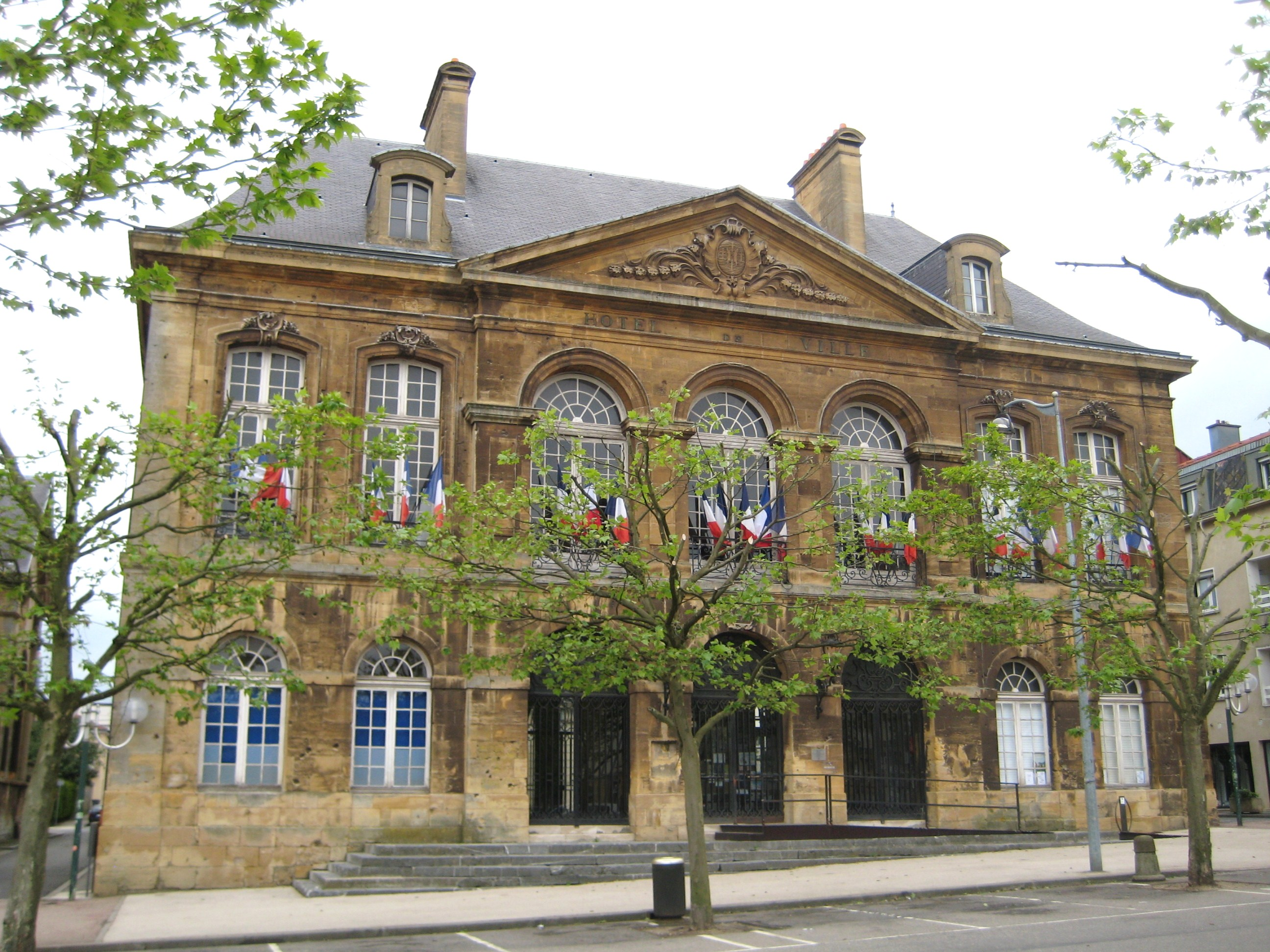
Ancien hôtel de ville.

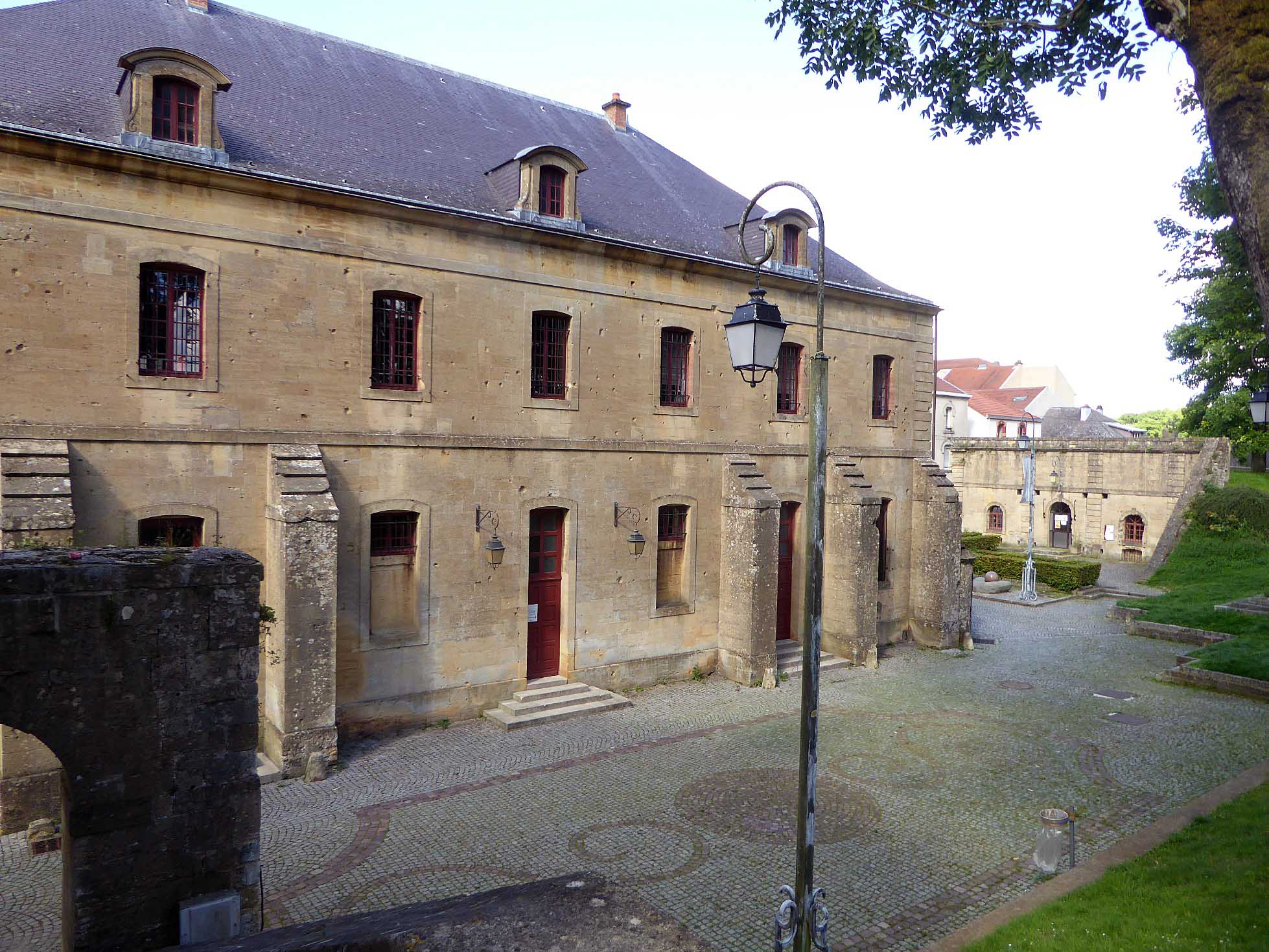
Maison de l'Intendance.

La citadelle de Longwy fait partie des fortifications de Vauban inscrites à l'Unesco. La Porte de France, la maison de l'Intendance, le puits de siège, l'hôtel de ville, et de nombreux bastions et ouvrages, sont classés au titre des monuments historiques ,.
Les fortifications ont été construites de 1679 à 1690, la première pierre étant posée en 1680, sous l’angle du bastion 1, dit du Faubourg.
Il y a un perfectionnement du système défensif à partir de 1789, inachevé au moment du siège de 1792, avec construction d’un cavalier dans l’ouvrage à corne. Une redoute est construite sur le site de l’ancien château entre 1789 et 1792 pour commander la vallée de la Moulaine et les plateaux de Mexy et de Pulventeux et un prolongement du passage de la porte de France en 1822 (date portée par l’intrados de la voûte). En outre des travaux de renforcement, en arrière de la demi-lune 7 et de la première porte de France, sont effectués en 1827.
En 1856 est entrepris une restauration de la porte de France, et un escalier installé dans la gorge de la demi-lune 7 après 1870-1871. Une casemate est ajoutée à la porte de France en 1883.  Une redoute du vieux château est améliorée en 1884. Une autre redoute, dite de Romain ou du bel arbre, étant construite la même année sur le vieux chemin de Romain.
On détruit en1827 de la lunette 32, dite de Bourgogne et en 1914 de la porte de Bourgogne avec éboulement des courtines l’entourant et percement d’une route dans le bastion 1, dit du bourg, entre 1920 et 1926, prolongée vers le nord en 1930. Il y a une destruction et comblement de toutes les parties non classées entre 1921 et 1926 puis en 1953-1954 pour permettre l’accroissement de la ville (l'enceinte entre bastion 3 est conservé partiellement et le bastion 6 est conservé en totalité). Enfin, l’ouvrage à corne et de la lunette 35, dite du fort de Bitche, est détruit en 1958.
À l’intérieur de la place forte, il y avait neuf casernes et sept pavillons abritant cinq mille hommes et huit cents chevaux, sept corps de garde, deux magasins à fourrage, un magasin à palissade, un arsenal, l’hôtel du gouverneur et cinq puits dont le puits de la place d’armes.
- Hôtel du gouverneur presque totalement détruit en 1871, pendant la guerre de 1870-1871, puis converti en magasin à fourrage ;
- Hôpital de siège construit entre les bastions 4 et 7 après la guerre de 1870 ;
- Casernes et pavillons militaires détruits pendant la Première Guerre mondiale, à l’exception de la caserne Ordener[77],[78] et de la partie est du pavillon, actuellement occupé par la poste, qui abritait alors l’armurerie, l'intendance et le casernement des B.O.A. ; marques de tâcheron ;
- Puits de siège construit à la fin du XVIIe siècle. Il est doté à l’origine d’un système à cage d’écureuil, remplacé en 1857 par une pompe à vapeur, puis en 1872 par un système à piston plongeant. Abandonné en 1908-1909, au moment de l'adduction d'eau, il a remarquablement résisté aux bombardements de 1914 et reste le seul existant des cinq puits de la place. Il est classé au titre des monuments historiques[79].
- Ancien hôtel de ville construit de 1731 à 1746. Le gros-œuvre est terminé en 1737, les grilles en fer forgé des trois grandes baies du premier niveau, fournies en 1746, marquent l’achèvement de la construction. Endommagé lors des sièges de 1815 et 1870, l’édifice est détruit pendant le bombardement d’août 1914, seules les façades et les voûtes du rez-de-chaussée étant épargnées. Il est entièrement restauré de 1927 à 1930. Les armoiries de la ville de Longwy décorant le fronton sont mises en place à cette époque pour remplacer les armes de France détruites à la Révolution. Les grilles sont refaites dans le style des anciennes, la charpente est refaite en béton. Hôtel de ville pour l'ensemble de Longwy jusqu’en 1914, il est aujourd'hui hôtel de ville annexe pour Longwy-Haut, le chef-lieu communal ayant été transféré à Longwy-Bas en 1925. L'édifice est classé au titre des monuments historiques[80].

#### Autres bâtiments

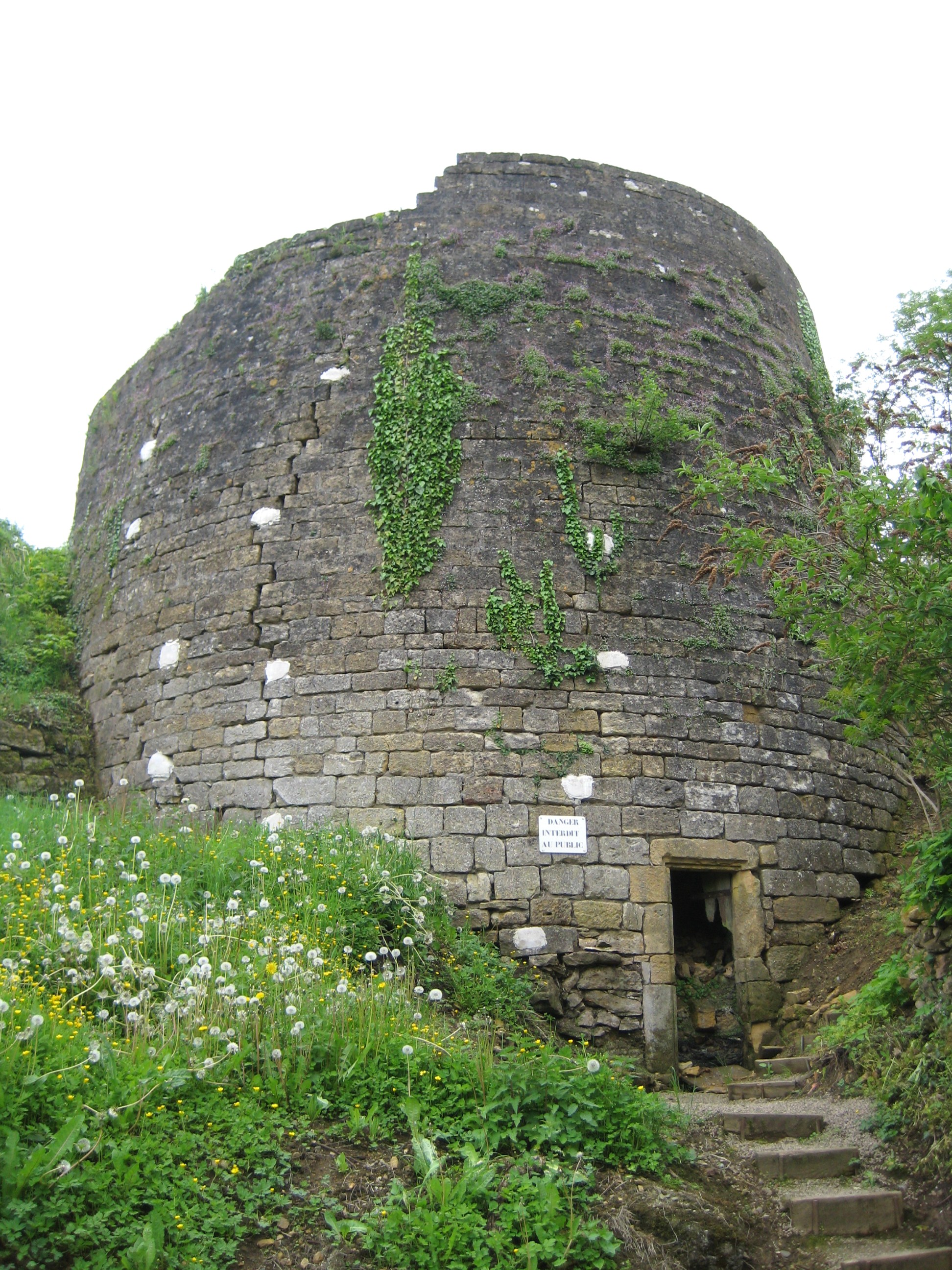
Tour de la Chapelle.

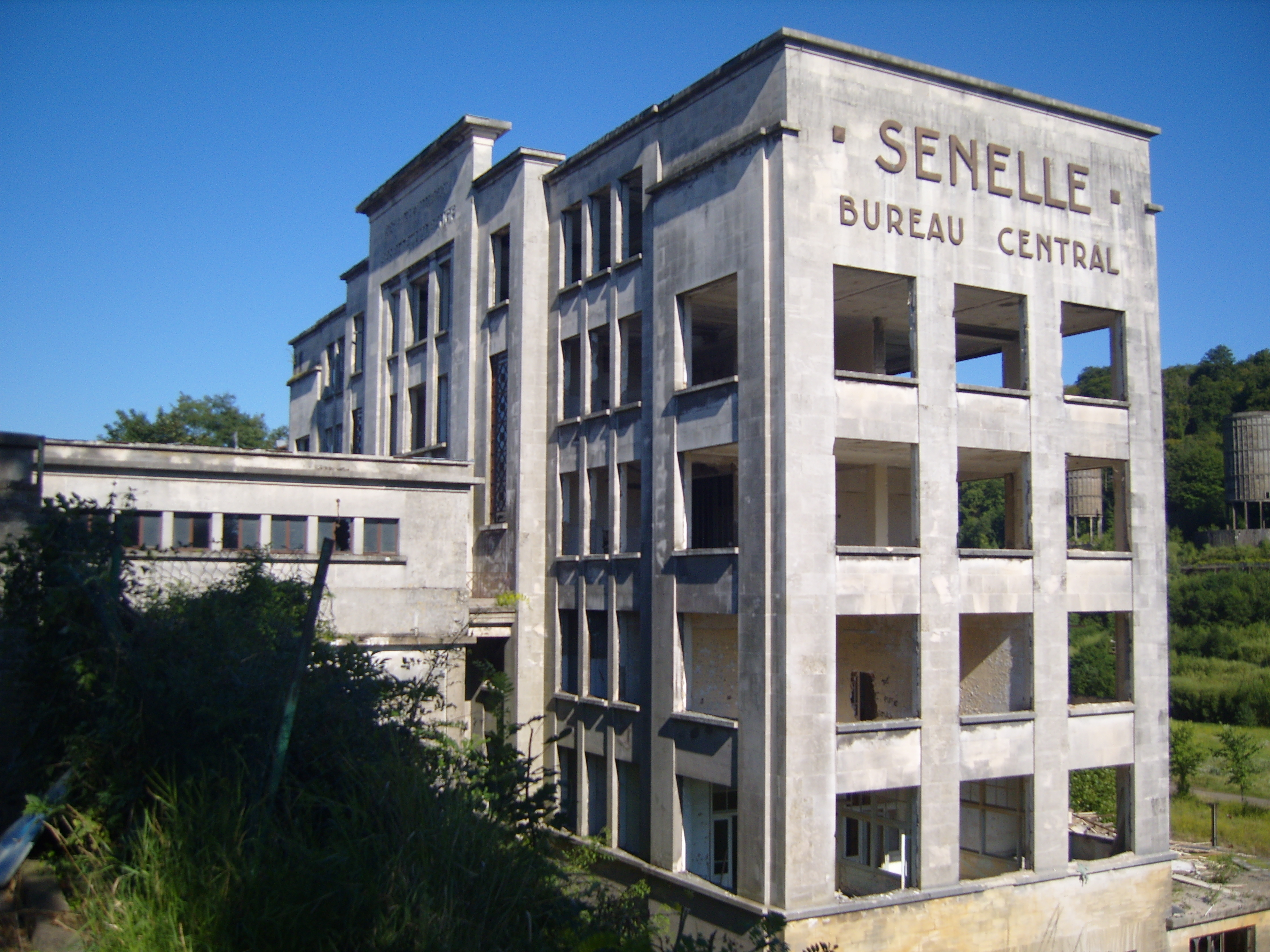
Grands Bureaux de Senelle-Maubeuge, au moment de leur conversion en résidence.

- Château fort, probablement du XIe siècle, passé à la fin du XIIe siècle des terres du comte de Bar dans celles du duc de Lorraine, à nouveau passé dans les possessions barroises en 1292 (où il restera jusqu’à sa destruction) et constituant la place forte la plus septentrionale des terres du duc de Bar. Pris par les Français en 1646 et rasé par Louis XIV en 1672, en même temps que la fortification de la ville, pour permettre la future construction de la place forte de Longwy. Seuls subsistent des souterrains les vestiges d’une tour reconstruite probablement au XVe siècle (peut-être la tour de Malcouvert ou Maucouvert citée dans les textes du XVIe siècle) située à l’extrémité nord, on construisit en plein milieu au XVIIIe siècle une redoute devenue lieu de promenade.
- Château de Pulventeux. Château non documenté construit sur la terre de Pulventeux, propriété de hauts fonctionnaires de Longwy et de la région depuis la fin du XVIIe siècle (prévôt, lieutenant général civil et criminel du bailliage de Longwy, subdélégué de l’intendant de Metz, gouverneur de Longwy, notaire, etc.), sans doute transformé après 1761, date de rachat par Eugène de Béthisy, gouverneur de Longwy, vendu avec le domaine à la ville de Longwy en 1960 pour y construire des lotissements puis détruit. Deux corbeilles de fleurs sculptées, provenant du château, ornent le portail d’entrée du château de la Martinière à Gorcy (Meurthe-et-Moselle)[82].
- Château de La Faïencerie XVIIe siècle. Détruit par incendie en 1981.
- Ancienne brasserie des Religieuses. Construite en 1743, prend le vocable de Brasserie des Religieuses par référence à un couvent de la congrégation Notre-Dame situé à proximité. Reconstruction des bâtiments dans la seconde moitié du XIXe siècle et au début du premier quart du XXe siècle. Désaffectée entre 1930 et 1945, puis reconvertie en magasin de commerce et maison.
- Thermes. Établissement thermal construit peu avant 1915, cédé à la chambre de la métallurgie après la fermeture de la station thermale au lendemain de la mort du comte Fernand de Saintignon, promoteur de l’entreprise, en 1921. Augmenté après 1925 d’un avant-corps à colonnade, sans doute par souci de symétrie avec les deux ailes en retour d’équerre de l’hôtel de ville.
- Château Perbal. Construit au XIXe siècle pour un marchand de bois de Charency-Vezin, devenu par héritage propriété de M. Nicoux, administrateur des aciéries de Micheville. Incendié lors du bombardement de la ville en 1914, reconstruit après la guerre, puis détruit par un nouvel incendie en 1959, laissant la place à de nouvelles extensions de l’usine de Senelle-Maubeuge.
- Château de Monplaisir. Passé entre les mains de plusieurs propriétaires au XVIIIe siècle, le château avec son vaste parc a été racheté en 1821 par Constant Margaine, percepteur à Longwy. C’est dans la partie nord du parc que sera installé en 1861 l’asile dit Margaine, grâce aux libéralités de sa veuve.
- Établissement de bienfaisance Saint-Gabriel dit asile Margaine ou maison de l’Ange Gabriel. Fondé en 1861 par Mme Constant Margaine, bienfaitrice de la ville, et installé dans une maison qui avait été construite dans le parc de son château de Monplaisir. Ayant fait don en 1862 de la totalité de sa propriété au bureau de bienfaisance de la ville, une chapelle dédiée à l’ange Gabriel est construite de 1866 à 1868 sur les plans de l’abbé Lorrain, curé de Longwy, conformément au testament de la bienfaitrice, destinée à l’usage des religieuses de Saint-Vincent-de-Paul chargées de s’occuper de l’établissement. Endommagée en 1871 puis en août 1914, seuls les murs de gros-œuvre ayant été préservés, la chapelle est rétablie dans son état primitif après l’armistice de 1918, tandis que le bâtiment de l’asile est reconstruit en 1928 par la coopérative de reconstruction de Longwy, grâce aux dommages de guerre, avant de cesser de fonctionner en 1939.
- Château de Senelle. Château d’industriel construit vers 1880 pour le baron Hippolyte d’Huart, cofondateur, en 1883, de la société métallurgique de Senelle-Maubeuge avec le baron Fernand d’Huart, détruit après la Première Guerre mondiale.
- Château Saintignon. Château d’industriel construit dans le quatrième quart du XIXe siècle pour le comte Fernand de Saintignon (1846-1921), maître de forges et instigateur de la société thermale des Récollets en 1909, actuellement commissariat de police.
- Château Thomas. Château de banquier construit de 1905 à 1908 en style néo-Renaissance pour le banquier Émile Thomas (1839, 1916), à proximité de la banque familiale fondée avant 1869, transformé en collège et lycée privés des Récollets depuis 1967.
- Grands Bureaux de la Société métallurgique de Senelle-Maubeuge, de style Art déco, construits en 1929 par les architectes Pierre Le Bourgeois et Jean Zimmermann à la limite entre Longwy et Herserange, menacés de destruction en 1995, et finalement convertis en logements[83],[84],[85].

### Monuments commémoratifs

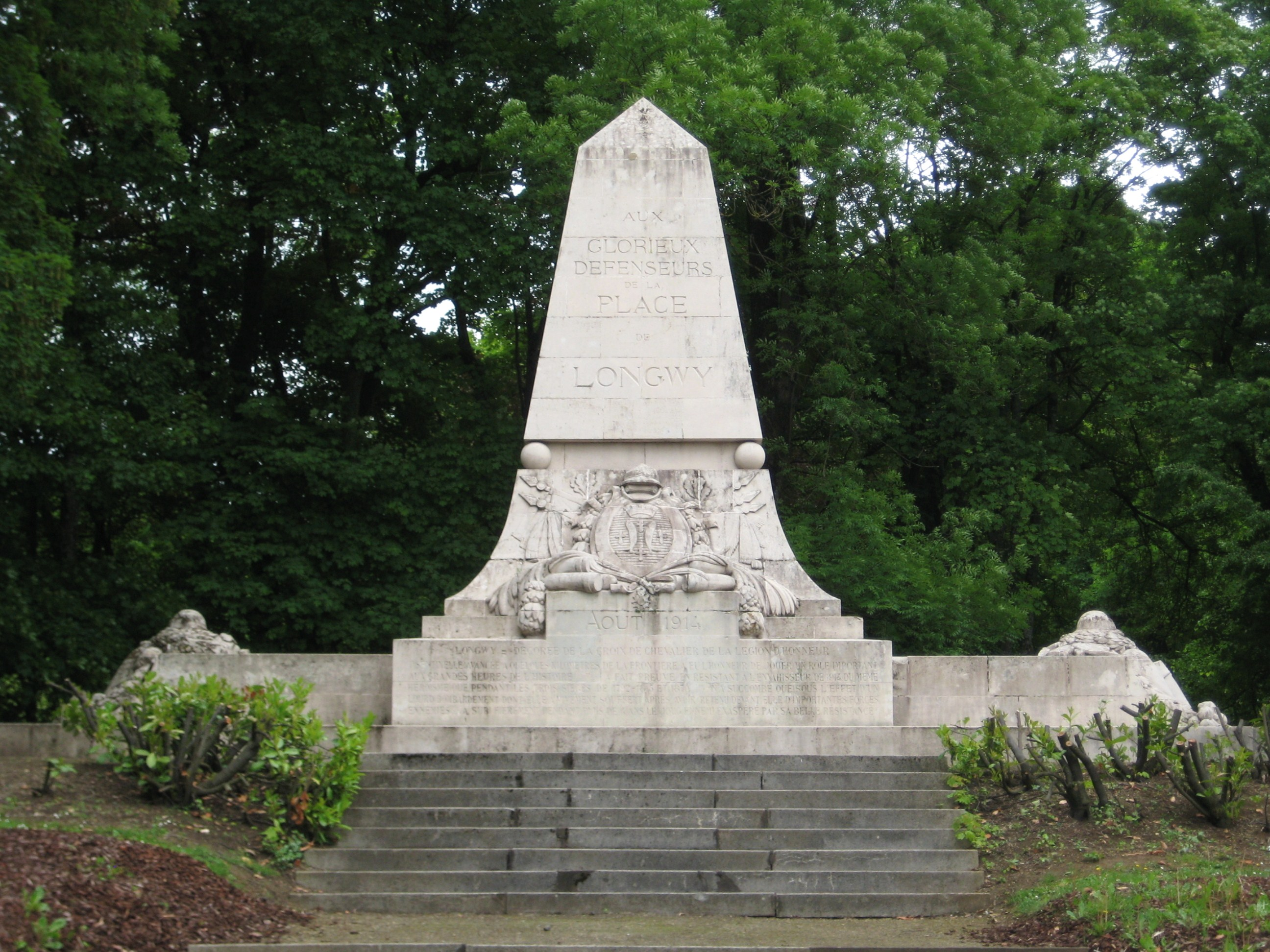
Monument commémoratif août 1914.

- Monument aux Défenseurs de la Place de Longwy. Inauguré le 21 août 1932, érigé en souvenir des sièges de 1792, 1815, 1870 et 1914 grâce à une souscription publique et aux dons de la population régionale, des sociétés industrielles, des États belge et luxembourgeois.
- Monument aux Défenseurs de Longwy. Monument aux défenseurs de la ville en 1870, érigé par souscription publique en 1878, 1879[86].
- Monument aux Défenseurs de Longwy. Monument aux défenseurs des trois sièges de Longwy (1792, 1815, 1870).
- Monument aux Déportés de la guerre 1914-1918[87], monument franco-belge élevé en 1925, date portée, en souvenir des déportés français et belges morts dans les camps de travail allemands de Longwy pendant la Première Guerre mondiale.
- Monument à Jeanne d’Arc. Élevé en 1900 (date portée), transféré vers 1925 à proximité du collège d’Hulst, entre la rue Alfred-Mézières et la place du Général-Leclerc, à nouveau transféré après 1960 à son emplacement actuel.
- Tombes allemandes (1870), françaises et alliées (1914-1918), françaises (1940).

### Patrimoine religieux
- Église paroissiale de la Sainte-Trinité. Construite en 1855-1856 aux frais de madame Margaine, sur un terrain acquis par ses soins. Allongée du côté du chœur en 1923-1924 financés en partie par des collectes auprès des paroissiens, en partie par un emprunt. Elle a remplacé l’ancienne chapelle de la Sainte-Trinité, située de l’autre côté de la rue, presque en face, et qui étant devenue trop petite.
- Église paroissiale Saint-Dagobert[88], 652 fondation de l’église paroissiale de Longwy au Mont-Saint-Martin par le duc Martin VIIe siècle, existence d’une chapelle à côté du donjon du Vieux-château. Dévastation de Longwy et de l'église en 1633 par les Suédois, en 1634 par la peste, en 1635 par les Polonais et, en 1636, par les Français. L'église reste abandonnée jusqu'en 1650 et Longwy ne compte plus que cinquante habitants ; entre 1654 et 1655, restauration de l’église; 1670 siège par les Français et dévastation de Longwy et de son église, 1680 restauration de l’église construite à l’intérieur de la place forte, aux frais du roi de France Louis XIV, à partir de 1683 (date de la pose et de la bénédiction de la première pierre), 1685 démolition du vieux château sur ordre royal. Réparée en 1718 (date portée par un cartouche placé au-dessus du cadran lunaire). La tour menaçant ruine est réparée en 1734, puis en 1757, tandis que des contreforts sont mis en place pour soutenir le cul-de-four du chœur. 1792 siège par les Prussiens et les Autrichiens, Convertie en magasin militaire au moment de la Révolution, les escaliers du perron étant supprimés en 1793 pour y faire entrer les voitures, 1793 dévastation de l’intérieur et considérée en très mauvais état, elle est rétablie à partir de 1812. À nouveau très endommagée en juillet et août 1815 pendant le siège de Longwy (notamment la tour à trois étages servant d’observatoire aux défenseurs de la place pour suivre les mouvements de l’ennemi), bombardement de l’église 3 000 projectiles elle est rétablie et réaménagée de 1819 à 1822. Façade réparée en 1838. Église agrandie et transformée en 1866-1867, consistant à transformer la nef à vaisseau unique plafonné en nef-halle voûtée en berceau, par l’adjonction de deux rangées de piliers cylindriques, à transformer l’ancien chœur semi-circulaire en chœur polygonal voûté d’ogives avec déambulatoire, à modifier la forme des fenêtres. L’édifice ainsi transformé est consacré le 10 septembre 1867. Portail et façade en partie restaurés en 1869. Bombardée par les Prussiens le 17 janvier 1871, elle est rétablie en 1871-1872 (la tour en partie effondrée, ne comportant plus désormais que deux étages). À nouveau restaurée en 1891-1892, l’église, bombardée en août 1914 est presque entièrement détruite et restaurée en 1920 et 1926 (le classement de l’édifice au titre des monuments historiques étant intervenu le 19 mars 1921[89]). Les travaux furent financés par les fonds de la coopérative de reconstruction des églises du diocèse de Nancy, l’église reconstruite étant inaugurée le 8 août 1926, et le maître-autel consacré à cette occasion par l'évêque de Nancy, de La Celle. 1940 quelques dégâts par obus. Cadran lunaire.
- Chapelle Notre-Dame-du-Mont-Carmel dite chapelle Margaine.

Ancienne église paroissiale de la Trinité, construite dans la ville basse par autorisation du 23 mai 1529 du duc Antoine de Lorraine et de Bar. En très mauvais état au lendemain des guerres du XVIIe siècle, est rétablie en 1688, 1689, et agrandie de la travée droite du chœur, l’édifice remanié étant bénit le 29 mai 1689 par le curé de Longwy, Jean de Mussey, et demeure le lieu de culte de Longwy bas jusqu’en 1855-1856. La nef est détruite en 1857 pour permettre l’établissement de la route de Longwy-Bas à Longlaville (l’actuelle rue du Général-Pershing). Les vestiges, donnés à madame Margaine, bienfaitrice de la ville, grâce aux dons de laquelle la nouvelle église de la Sainte-Trinité fut construite, furent transformés aux frais de celle-ci en 1858, date portée, en chapelle privée dédiée à Notre-Dame du Mont Carmel, un caveau étant aménagé en sous-sol pour y inhumer les membres de sa famille. Édifice restauré fin XIXe siècle puis en 1932.
- Église paroissiale Saint-Jules à Gouraincourt.

De style néo-roman, construite de 1911 à 1913 aux frais de la commune, de la société des Aciéries de Longwy et des hauts fourneaux de la Chiers. La première pierre a été posée en juin 1911 et l’édifice bénit en 1913. Désacralisée et vendue à un particulier en 20218.
- Chapelle Saint-Louis. Annexe de l’église de Longwy-Bas, élevée en 1909-1910 dans le quartier populeux de Saint-Louis, sur un terrain offert par le baron Fernand d’Huart, grâce aux libéralités des paroissiens de Longwy-Bas. Édifice modifié par la suite dans son volume originel. Détruite au mois d'août 2009.
- Couvent de récollets. Autorisés à s’installer à Longwy en 1638, les récollets s’établissent à l’extrémité nord de la ville basse, au pied de la côté des vignes ; bâtiments aménagés ou reconstruits dans la seconde moitié du XVIIe siècle, au lendemain de la guerre de Trente Ans, Henri de Mussey étant gardien du couvent (1664, 1673) ; reconstruits dans le courant du XVIIIe siècle, l’église étant sans doute détruite à l’époque de la Révolution, actuellement école.
- Couvent de Carmes (détruit). Premier couvent de carmes établi dès 1501 dans la ville haute, avec l’autorisation du duc de Lorraine, totalement ruiné en 1636, lors de l’entrée des impériaux à Longwy, abandonné dans les années 1655-1660 au profit d’un nouveau couvent proche de la ville basse.
- Couvent de Carmes. Leur couvent de la ville haute ayant été considérablement endommagé en 1636 et se trouvant trop éloignés de la ville, les carmes décident de se rapprocher de la ville basse et acceptent en 1661 la donation qui leur est faite par Martin Béguinet, marchand à Longwy, d'une chapelle et d’un logement y attenant, qu’il avait fait construire en 1655, au pied de la côté de Mexy, au-delà de la Chiers, proche du pont de l'hôpital, la chapelle ayant été bénite en 1657, et Louis XIV autorisant cet établissement en 1674. En 1678, ils passent convention avec les habitants de la ville pour la translation dans un pâquis que ceux-ci leur avaient donné en 1673 pour agrandir leur couvent et s'y installent peu après, l’emplacement étant plus convenable que celui où le couvent était placé. Chapelle consacrée en 1690, par le suffragant de Trèves Jean-Pierre Verhorst. Bâtiments vendus en 1798 et rachetés par Charles Régnier, Androuet, Jean-Baptiste Clauteaux et François Jacques Chevallier qui y installent dès 1798-1799, une faïencerie, vendue en 1816 à Jean Antoine de Nothomb, colonel d’un régiment de cuirassiers au service de l’Autriche, allié aux Boch, propriétaires des faïenceries d’Audun-le-Tiche, Septfontaines-les-Luxembourg et Mettlach. Passée par mariage en 1835 dans la famille d’Huart qui remanie et agrandit les bâtiments et construit un château, de l’autre côté de la route. Nouvelles adjonctions en 1931 (date portée). Bâtiments de la faïencerie rachetés par la société sidérurgique Lorraine Escaut pour s’agrandir et destruction progressive entre 1959 et 1976, l’ancienne chapelle étant détruite en 1971, le portail démonté et offert à la ville de Longwy par le baron Fernand d’Huart, remonté en 1973 dans la ville haute, à l’entrée sud, rue Mercy, adossé à un mur de casemate du bastion 1. Le château de la faïencerie, occupé par la manufacture Saint-Jean l'Aigle en 1981, est détruit par un incendie la même année. Ne subsistent actuellement qu’une salle de four et une cheminée d’usine, construites entre 1920 et 1930 (aujourd'hui détruits).
- Couvent de Sœurs de la Congrégation de Notre-Dame (détruit). Premier couvent des religieuses de la congrégation Notre-Dame fondé en 1628, par Pierre de La Mouillye, receveur de Longwy, et établi à la ville haute, dans une maison appartenant à celui-ci, située dans l’enceinte du château. Il a été transféré dans la ville basse à la suite de la destruction de la fortification ancienne, en 1672, pour faire place aux fortifications ordonnées par Louis XIV pour la défense de la nouvelle ville qui allait être construite sur les plans de Vauban à partir de 1679.
- Couvent de Sœurs de la Congrégation de Notre-Dame-de-la-Miséricorde. Deuxième couvent des religieuses de la congrégation Notre-Dame transféré en 1683 ou 1684 dans la ville basse à la suite de la destruction du château et de ses fortifications en 1672 et installé dans une maison qu’elles firent aussitôt construire à côté de la chapelle Notre-Dame-de-la-Miséricorde qui leur avait été concédée. Bâtiments reconstruits ou transformés à plusieurs reprises dans le courant du XVIIIe siècle, si l’on en croit les inscriptions formant les chronogrammes remployés dans la façade nord-est du bâtiment et le mur de clôture de la rue des Religieuses (portant le premier la date 1724, le second la date 1787) et une requête des religieuses en 1734 signalant la nécessité de rétablir tout à neuf leur bâtiment. De l’ensemble des bâtiments ne subsiste plus aujourd’hui qu’un seul corps. Actuellement maison.
- Chapelle Saint-Louis, construite entre 1909-1910 de style gothique située rue de la chapelle, détruite en 2009.
- Chapelle Margaine, rue De Lattre ancien asile, construite entre 1866-1868.
- Église néo-apostolique rue de Metz.
- Église Mennonite, rue de Saintignon.

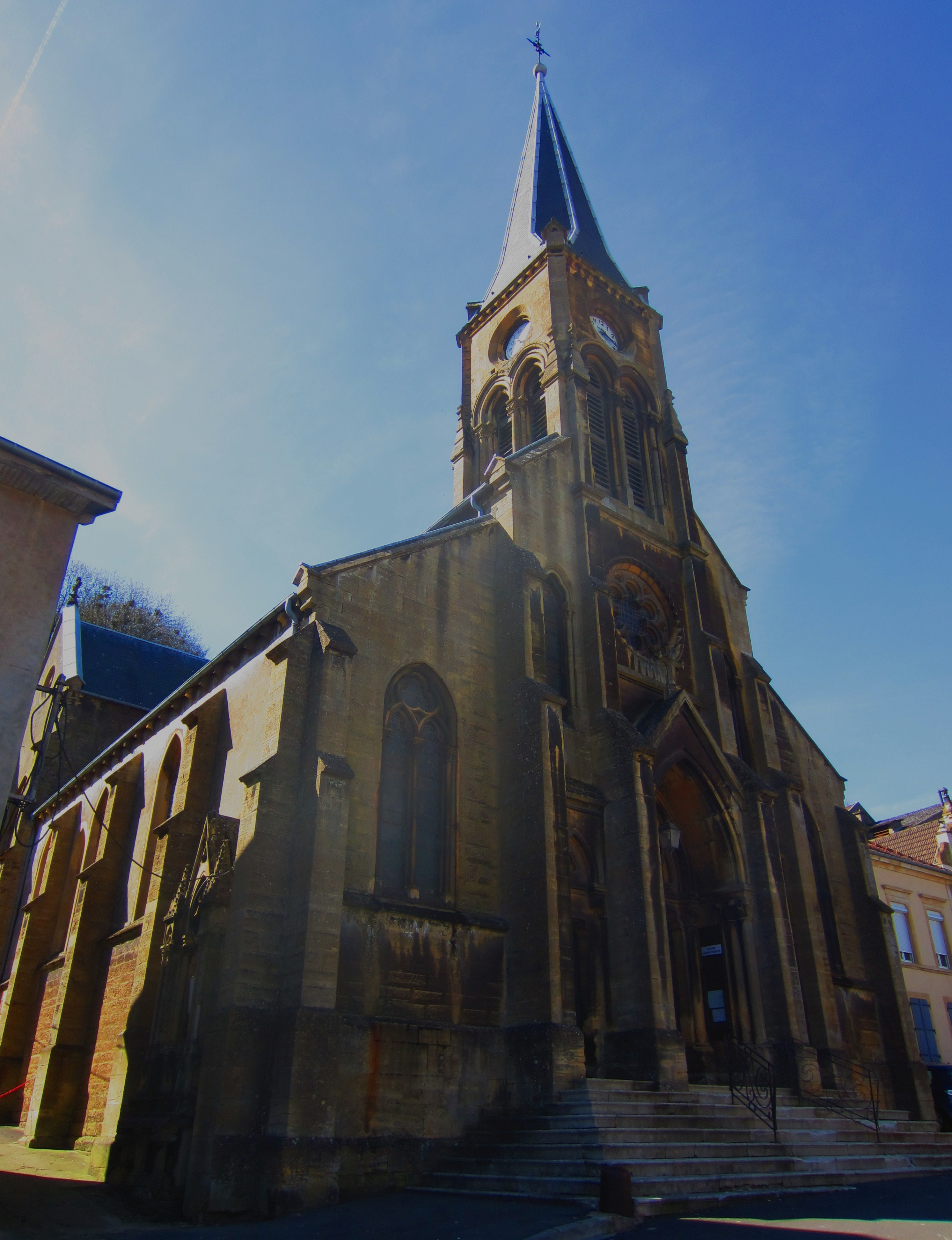
Église de la-Sainte-Trinité.
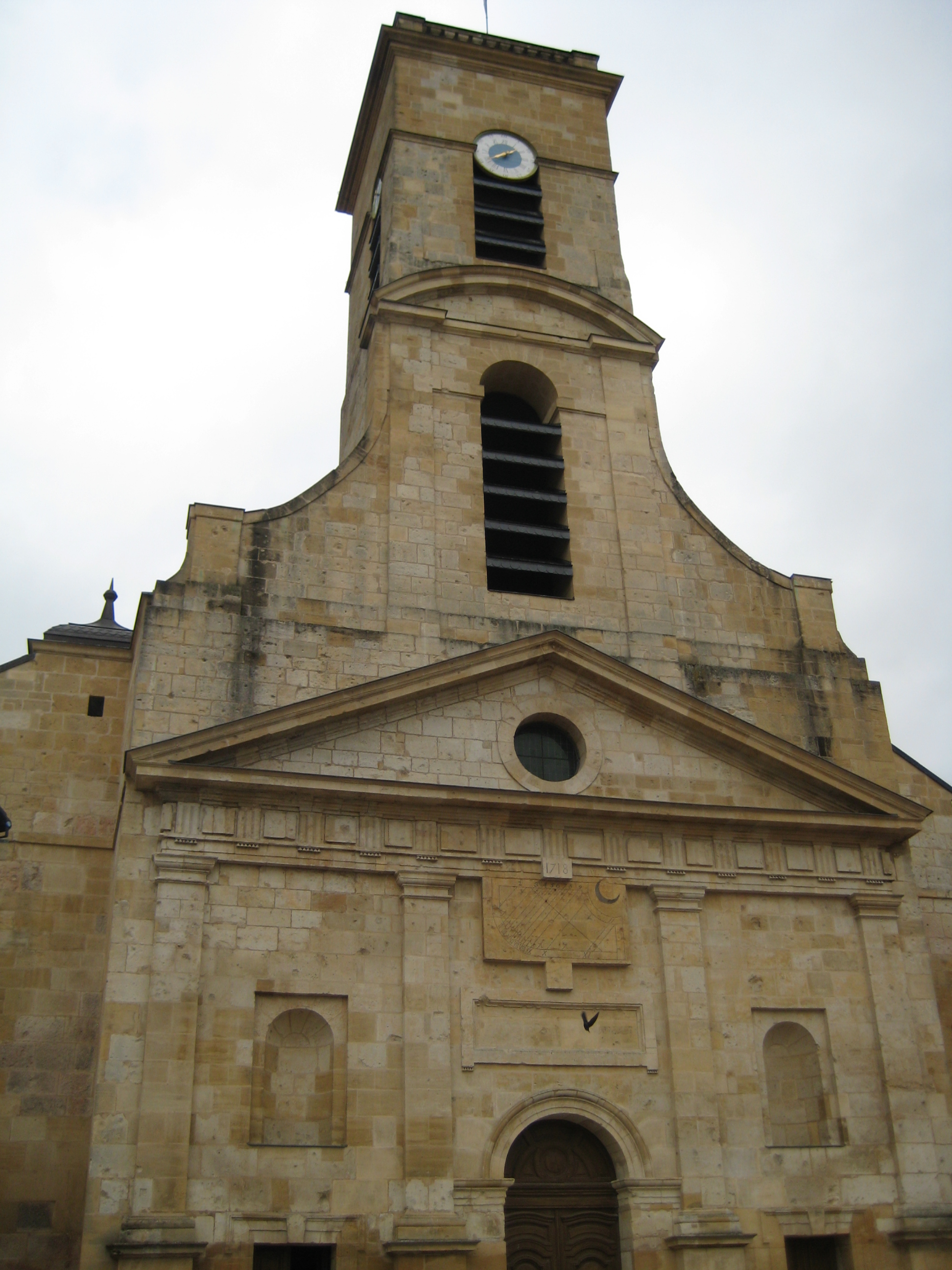
Église Saint-Dagobert.
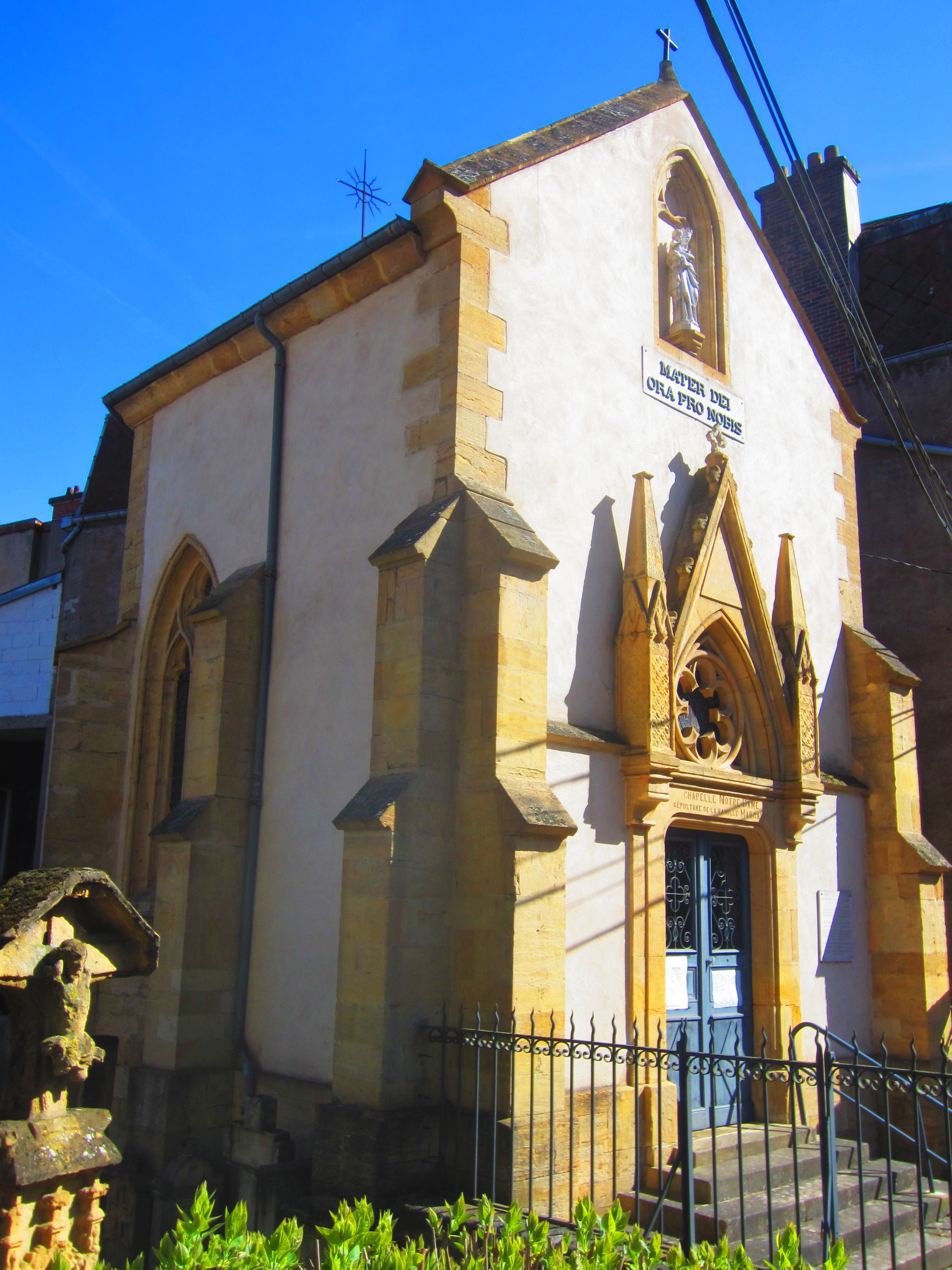
Chapelle Notre-Dame-du-Mont-Carmel.
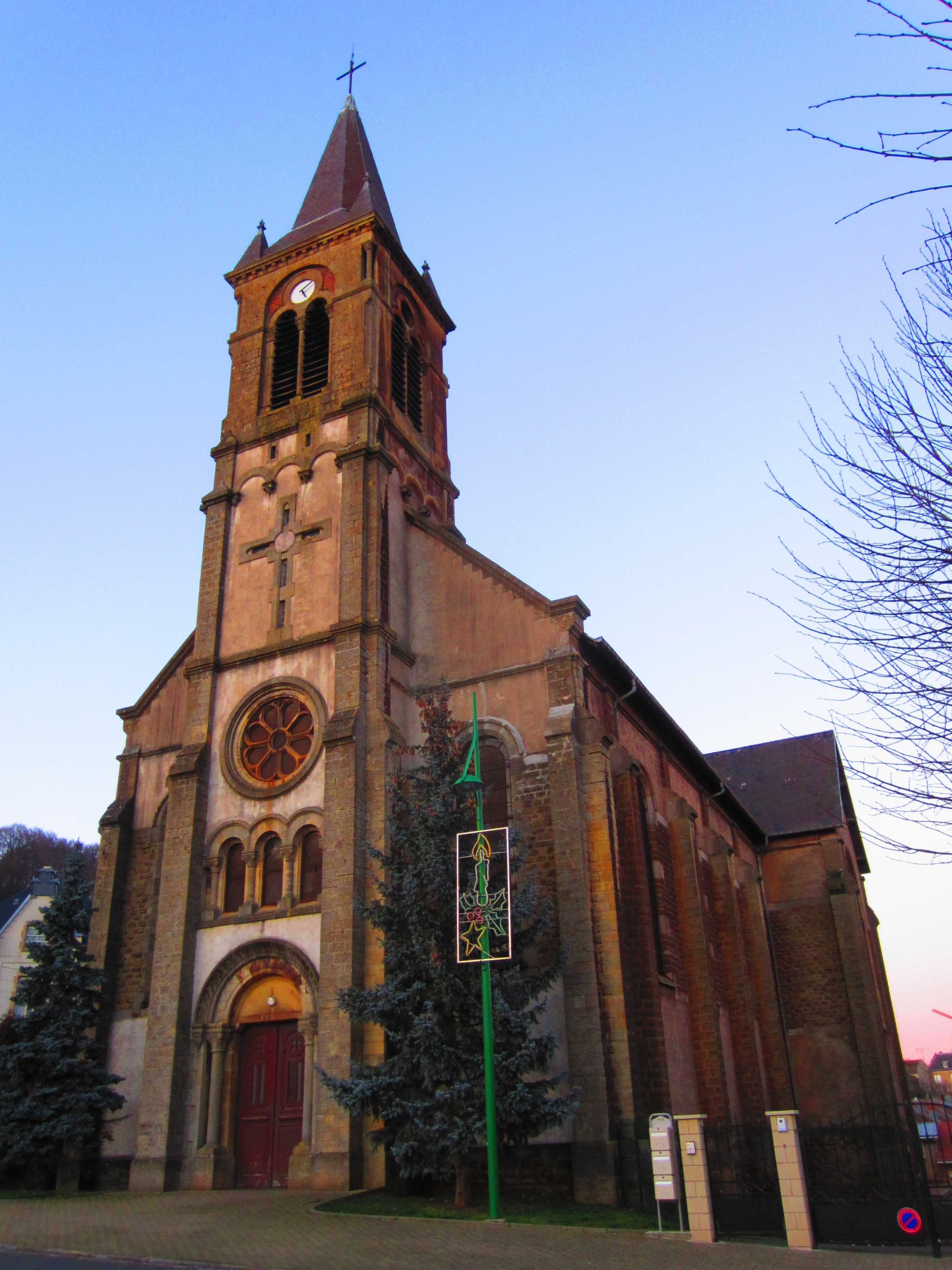
Église Saint-Jules à Gouraincourt.
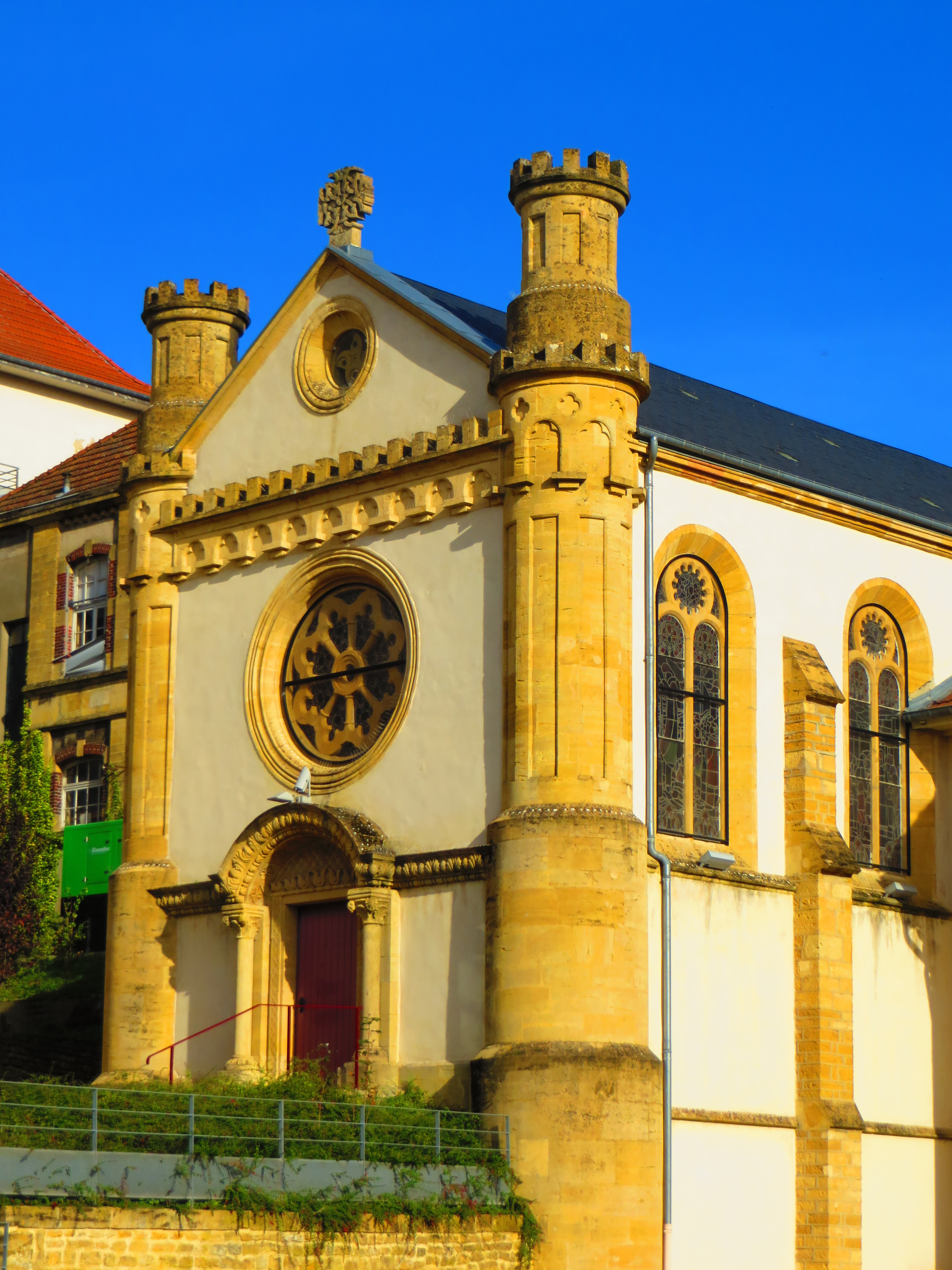
Chapelle Margaine.
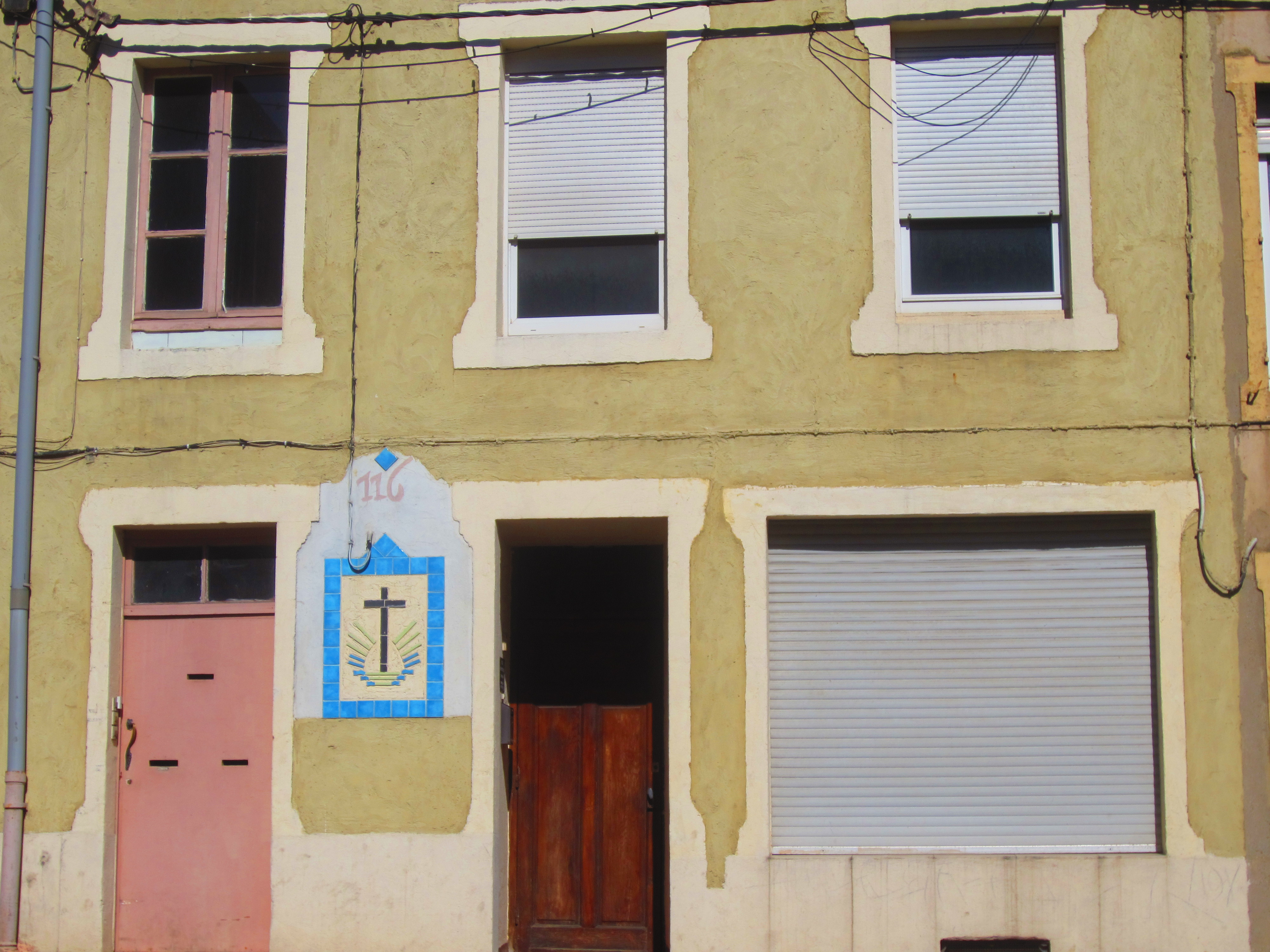
Église néo-apostolique.
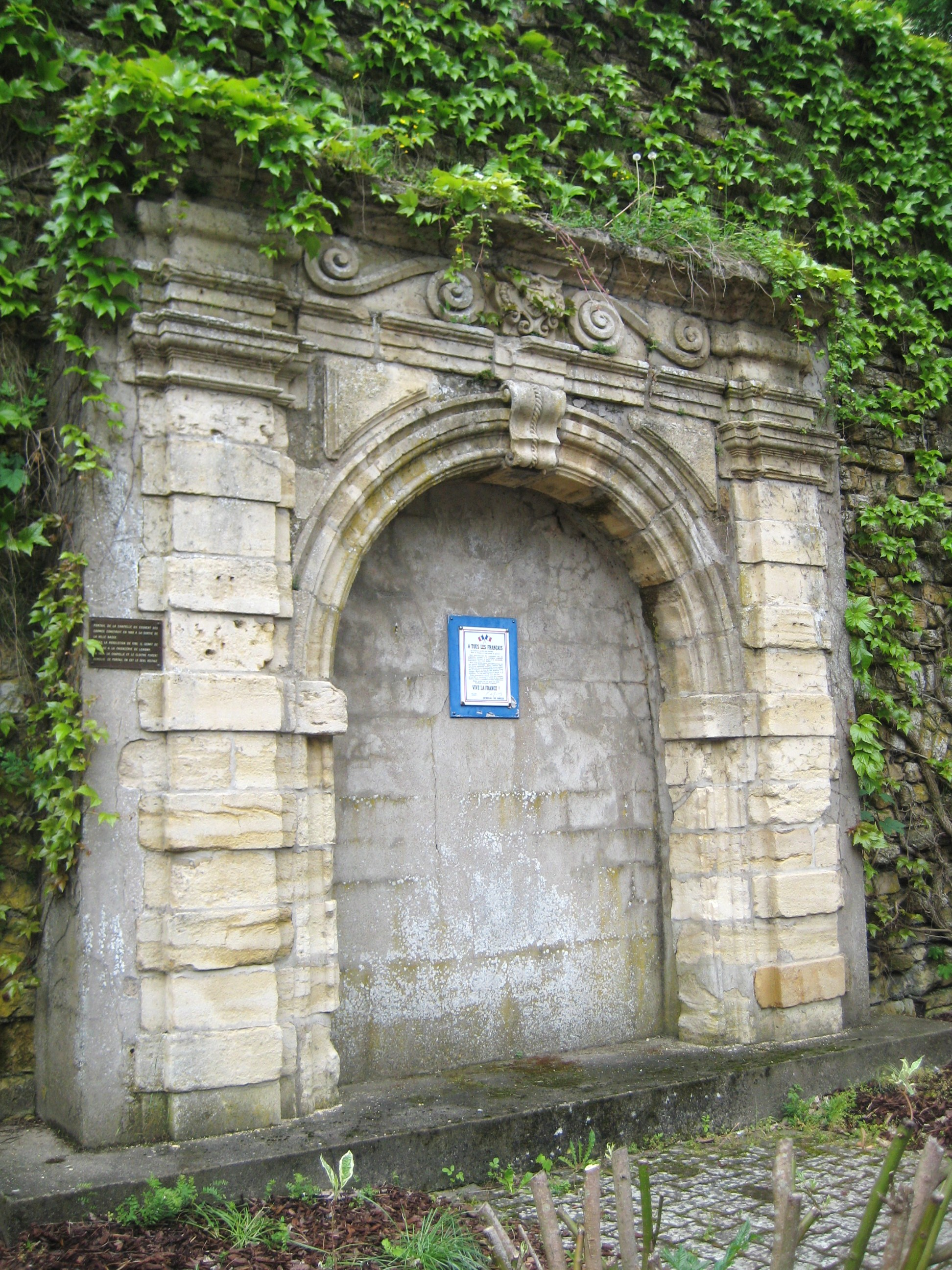
Porte du couvent de Carmes.
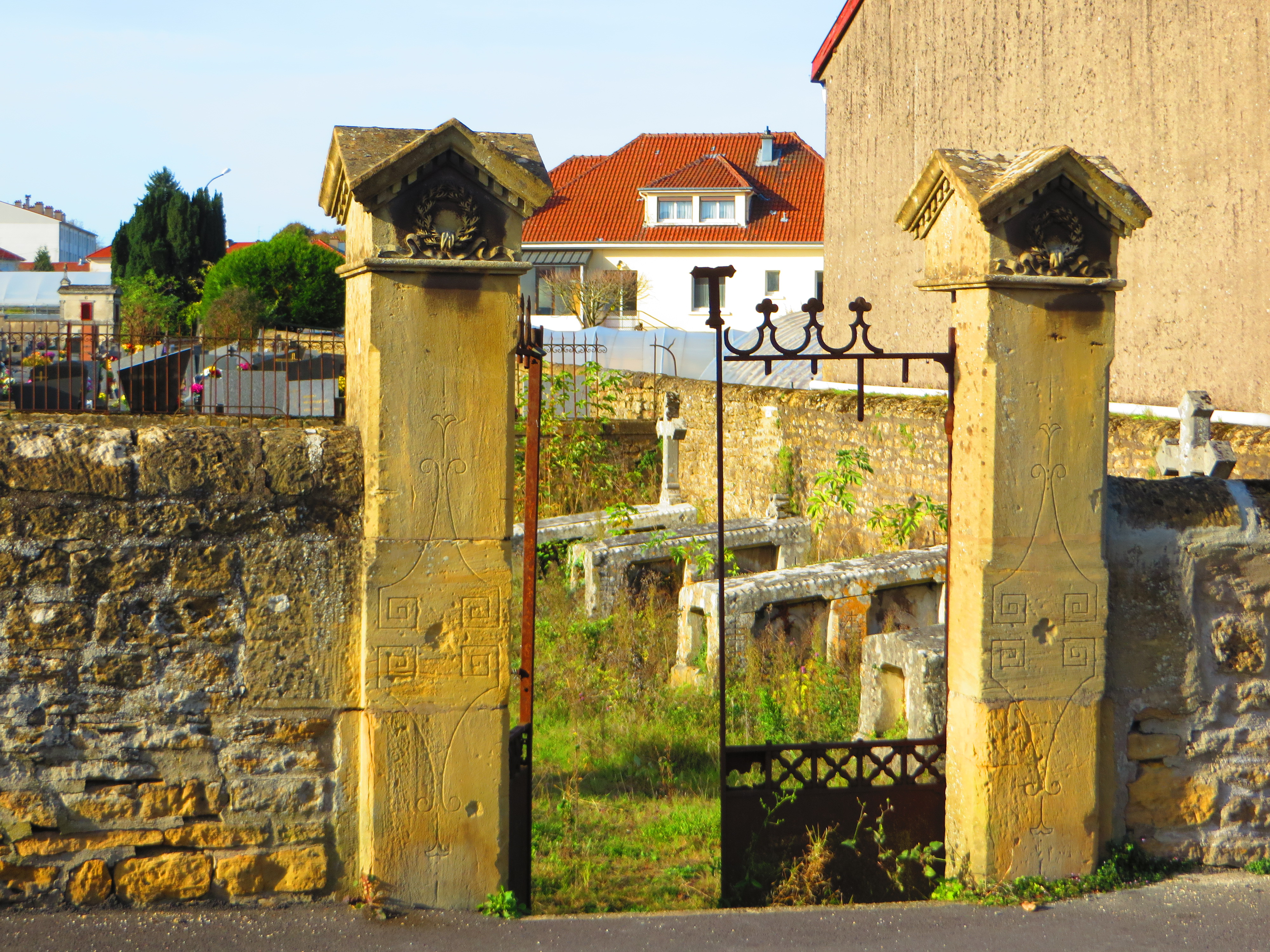
Cimetière catholique privé.

### Patrimoine muséographique
- Musée municipal, dans une ancienne boulangerie militaire (XVIIIe siècle) : collection d'émaux et de faïences de Longwy ; collection de fers à repasser : 3 330 pièces ; salle Paul-Klein.
- Museum privé et bibliothèque technologique de la Faïencerie Saint-Jean l'Aigle : collection de céramiques du XVIIe au XXIe siècle : poterie commune, terre à feu, terre de pipe, faïence stannifère, majoliques, barbotines, grès, parian, terre de lorraine, porcelaines naturelles et artificielles[91]. Œuvres de Carrière, Clodion, Collinot, Cyfflé, Deck, Gaidan, Mougin, Schuller, Toselli, etc. Galerie contemporaine : pièces uniques de Jacques G. Peiffer (céramiques, bronze, acier inoxydable), coutellerie de collection de la forge de Fer*Roy.
- Musée sidérurgique, arts, histoire et terroir, dans une ancienne ferme « la Grange aux Arts »[92].

### Personnalités de la commune

#### Personnalités nées à Longwy
- Franz von Mercy (1590-1645) officier impérial ;
- Claude Florimond de Mercy (1666-1734), Generalfeldmarschall du Saint Empire ;
- Gilbert-Antoine de Saint Maxent (1724–1794), marchand et commandant des milices de la Louisiane;
- Jacques-Philippe Voïart (1756 - ap.1850), écrivain français ;
- Eugène-Casimir Villatte (1770-1834), comte d’Oultremont, général de division français ;
- Joseph Dagobert Olivier (1792-1872), homme politique, député du Pas-de-Calais.
- Jean-Baptiste Fresez (1800-1867), peintre franco-luxembourgeois ;
- Oscar d'Adelsward (1811-1898), industriel et homme politique ;
- Charles Gérard (1814-1877), avocat, historien, historien d'art et homme politique, député du Bas-Rhin ;
- Paul Delisse (1817-1888), tromboniste, professeur de trombone au Conservatoire de Paris ;
- Jean-Paul Aubé (1837-1916), sculpteur français ;
- Léon Dostert (1904-1971), linguiste et traducteur français, installé aux États-Unis ;
- Paul Georges Klein (1909-1994), peintre français ;
- Geneviève de Fontenay (1932-2023), présidente d'honneur du Comité Miss Prestige national et ancienne présidente du Comité Miss France ;
- Jean-Marc Todeschini (né en 1952), homme politique français ;
- Pierre Bressan (1956-2011), réalisateur de films expérimentaux ;
- Mil Marie Mougenot (né en 1960), auteur-compositeur-interprète et luthier français ;
- Richard Bellia (né en 1962), photographe ;
- David Vendetta (né en 1971), DJ et producteur français ;

#### Personnalités liées à Longwy
- Fernand de Saintignon (1846-1921), maître de forges, industriel et urbaniste français ;
- Jacques Peiffer (1947-2025), plasticien français, meilleur Ouvrier de France « Arts céramiques » ;
- Benoit Di Sabatino (né en 1965), producteur et réalisateur français ;
- Frédéric Vion (né en 1976), journaliste français ;
- Laurent Torregrossa (né en 1964), peintre français et canadien ;
- Vincent Vanoli (né en 1966), auteur et illustrateur français ;
- Pierre Croce (né en 1986), humoriste et vidéaste ;
- Tristan Labouteley (né en 1995), joueur de rugby professionnel actuellement joueur à l’USAP[Quand ?]

### Filmographie
- Retour à Longwy, de Roger Viry-Babel, 13 min, France 3, 1993.
- La femme de Gilles, film de Fréderic Fonteyne, 2004.
- Les Rivières pourpres 2 : Les Anges de l'apocalypse, film d'Olivier Dahan, 2004. Tournage à Longwy (Grands bureaux de Senelle) et dans les environs.
- Le cri, France 2, 2006.
- Les Ondes du souvenir, téléfilm de Sylvie Ayme, France 3, 2020[93],[94],[95]. Tournage à Longwy et dans les environs. Le téléfilm évoque la radio Lorraine cœur d'acier et la fermeture programmée des usines du bassin de Longwy à la fin des années 1970.

### Héraldique
| Blason de Longwy | Blason  | D'azur, à deux barbeaux adossés d'or, accompagnés de quatre croix pommetées au pied fiché d'argent.                                                                                    |
| Blason de Longwy | Détails | |
| Blason de Longwy | Alias   | D’azur à deux barbeaux adossés d’or, accompagnés de deux croix trefflées au pied fiché, l’une en chef, l’autre en pointe, et costoyées de deux autres croix de même, le tout d’argent. |